# Železniční trať České Budějovice – Černý Kříž
Železniční trať České Budějovice – Černý Kříž (v jízdním řádu pro cestující označená číslem 194) je jednokolejná regionální trať, která vede z jižního okraje Českých Budějovic, kde odbočuje z tratě do Lince, přes Český Krumlov, Kájov a Novou Pec do Černého Kříže. Provoz na trati byl zahájen ve třech etapách v letech 1891, 1892 a 1910, hlavním důvodem pro stavbu byl odvoz dřeva ze Schwarzenberských lesů a tuhy z dolů patřících taktéž Schwarzenbergům, dále též stavba spojení do Bavorska. Pravidelnou osobní dopravu zajišťuje od jízdního řádu (JŘ) 2017/18 společnost GW Train Regio, na trati od JŘ 2016/17 jezdí také expresy Českých drah.

## Historie

### Plány na výstavbu
Podle prvních návrhů vybudování železnice směrem na Šumavu měla být trať vedena v jiné stopě - severněji mimo Český Krumlov, tento záměr ale odporoval zájmům rodu Schwarzenbergů, proto roku 1882 představila Rakouská společnost místních drah nový záměr, který počítal s prozatímním ukončením v Želnavě. Plán počítal s financováním ze strany státu, země a soukromých zájemců o přepravu z řad továrníků a majitelů velkostatků (interesentů), kteří se za účelem uzavření dohody sešli 31. května 1883, hlavní slovo mezi interesenty měl kníže Jan Adolf II. ze Schwarzenbergu, respektive jeho syn Adolf Josef, dále se podílely města a obce – zejména Český Krumlov, a další soukromí podnikatelé. Koncese pro stavbu dráhy byla udělena 30. srpna 1884 a stavbě zdánlivě nic nebránilo.
Nicméně po udělení koncese se se stavbou dráhy ihned nezačalo, zejména kvůli finančním problémům, provoz na trati se nejevil bez státní podpory rentabilní, proto bylo předem dohodnuto, že dráha bude nejen provozována státními drahami, ale že bude po svém dokončení také zestátněna. Stát se přesto zdráhal poskytnout financování. Velkým motorem dalšího vývoje byl právě již zmíněný kníže Adolf Josef ze Schwarzenbergu, jenž měl na stavbě dráhy hned dvojí zájem – jednak dráha měla sloužit potřebám velkostatku Český Krumlov a odvážet dřevo ze schwarzenberských lesů připlavené Schwarzenberským plavebním kanálem a tuhu, jejíž ložiska se nacházela v Českém Krumlově a pak také v Hůrce a Černé v Pošumaví a odbytiště pak v Českých Budějovicích – zejména Hardtmuthova továrna; druhým zájmem knížete o dráhu byla politika, neboť byl zároveň poslancem v Říšské radě za svůj okres. Ostatní místní zájemci si od dráhy slibovali hlavně zatraktivnění regionu.
V roce 1888 začali být zástupci obcí a místních průmyslníků nervózní ohledně stále se zpožďujícího termínu výstavby, sepsali tedy petici za urychlení výstavby dráhy. Do čela místních se opět postavil sám kníže a díky jeho kontaktům s ministrem obchodu Olivierem de Bacquehem a slyšení u samotného císaře se nakonec petici dostalo sluchu, podařilo se též sehnat zahraniční investory. Projekční práce, jakož i celkovou přípravu provedla firma Schön a Wessely, pro kterou jednotlivé úseky stavěly místní stavební firmy, zejména byl stavbou trati pověřen Anton Megwarth. Stavba začala v létě 1890 a postupovala rychle, takže již následujícího roku mohl být zahájen provoz na prvním úseku.

### Od zahájení provozu do 2. světové války
Provoz na trati byl zahájen na úseku do Kájova jízdou slavnostního vlaku 19. listopadu 1891 – na den jmenin císařovny Alžběty. Do Nové Pece (tehdy Želnavy) jel 3. července 1892 též slavnostní vlak a na želnavském nádraží se tehdy konal banket pro množství pozvaných hostů včetně ministra obchodu. Roku 1894 byla trať společně s celou Rakouskou společností místních drah zestátněna. Navazující úsek do Černého Kříže stavěla v letech 1909–1910 společnost Sdružené pošumavské místní dráhy, která vznikla sloučením společností, jež vybudovaly tratě ze Strakonic a Číčenic do Volar, tento úsek byl budován jako odbočka tratě mezistátní Volary–Haidmühle. Provoz byl pak zahájen 12. června 1910. Stanice na trati měly zpravidla dvě dopravní koleje a jednu manipulační, ústředně stavěné výměny a mechanická vjezdová návěstidla, ve stanicích Kájov a Želnava byly vybudovány malé výtopny. Dopravu nejprve zajišťovaly smíšené vlaky, které kromě cestujících vozily zejména dřevo ze Šumavy – ve stanici Želnava se nacházelo překladiště vybavené portálovým jeřábem s vlastní elektrárnou, kde se nakládalo dřevo, které sem bylo plaveno Schwarzenberským kanálem, resp. Želnavským smykem, dále v dopravě hrála významnou roli tuha, která se těžila u Černé v Pošumaví, a produkty mnohých zemědělských dvorů podél trati.

V meziválečném období trať začala získávat na turistickém významu, turisté se vydávali zejména do oblasti Plešného jezera a Třístoličníku. Pro výletníky byly v letním období vypravovány přímé vlaky z Prahy. Sdružené pošumavské místní dráhy byly zestátněny k 1. lednu 1925.
Roku 1938 po Mnichovské dohodě připadla většina trati Německé říši, hranice vedla těsně před Českým Krumlovem, pohraniční přechodové stanice byly Zlatá Koruna a Český Krumlov, nicméně zastávka Domoradice (dnes Přísečná) ležela ještě na české straně hranice. Vlaky z Českých Budějovic do Českého Krumlova zajišťovaly protektorátní dráhy (resp. do roku 1939 ČSD), z Krumlova dále pak Německé říšské dráhy. Na trati v té době jezdily přímé vlaky až do Pasova.

### 1945–1970
Roku 1945 se trať vrátila do rukou ČSD, návrat provozu však probíhal pomalu, více vlaků jezdilo z Českých Budějovic do Českého Krumlova, odtud do Želnavy jezdil denně pouze jediný pár vlaků a z Želnavy do Volar pak také jen jeden, nicméně ještě do konce roku 1945 byly nasazeny 4 páry přímých vlaků České Budějovice – Volary. V průběhu roku 1945 byla trať také použita k odsunu Němců.
Zhruba od roku 1950 byla trať dopravně rozdělena na dvě části – České Budějovice – Kájov a Kájov–Volary, resp. Stožec. Na dolním úseku do Kájova byla osobní i nákladní doprava silnější, takže zde jezdily podstatně delší vlaky. V padesátých letech byla také oddělena osobní doprava od nákladní, což přineslo v osobní dopravě značné zrychlení, neboť se nemuselo čekat na manipulaci s vozy. V nákladní dopravě zaujala podstatnou roli vozba do papíren ve Větřní a v souvislosti se vznikem vojenského újezdu Boletice též vojenské vlaky. Na trati nad Kájovem výrazně poklesl počet přepravených osob i nákladu, zejména v souvislosti s vysídlením německého obyvatelstva. Z toho důvodu bylo na trati zavedeno zjednodušené řízení dopravy – ve stanicích byla zrušena služba, celou trať mezi Kájovem a Černým Křížem řídil dispečer a stavění výměn ve stanicích prováděla vlaková četa. Zjednodušená doprava podle předpisu D3 přetrvala na trati až do rekonstrukce v roce 2015.
Dne 20. dubna 1958 byla trať v úseku Černá v Pošumaví – Nová Pec přeložena do nové polohy v důsledku výstavby vodní nádrže Lipno a původní trať je částečně pod vodou. Přemístěno bylo též překladiště dřeva v Želnavě, včetně portálového jeřábu.
Kolem lipenské přehrady vznikala nová rekreační střediska, takže v šedesátých letech opět narůstala poptávka po dopravě na Šumavu a tedy i počet vlaků. Pro rekreanty byl zaveden přímý vlak České Budějovice – Želnava. Roku 1964 byla stanice Želnava přejmenována na Novou Pec. V 60. letech byl též opraven Holubovský most, což umožnilo zvýšení třídy zatížení.

### 1970–2014

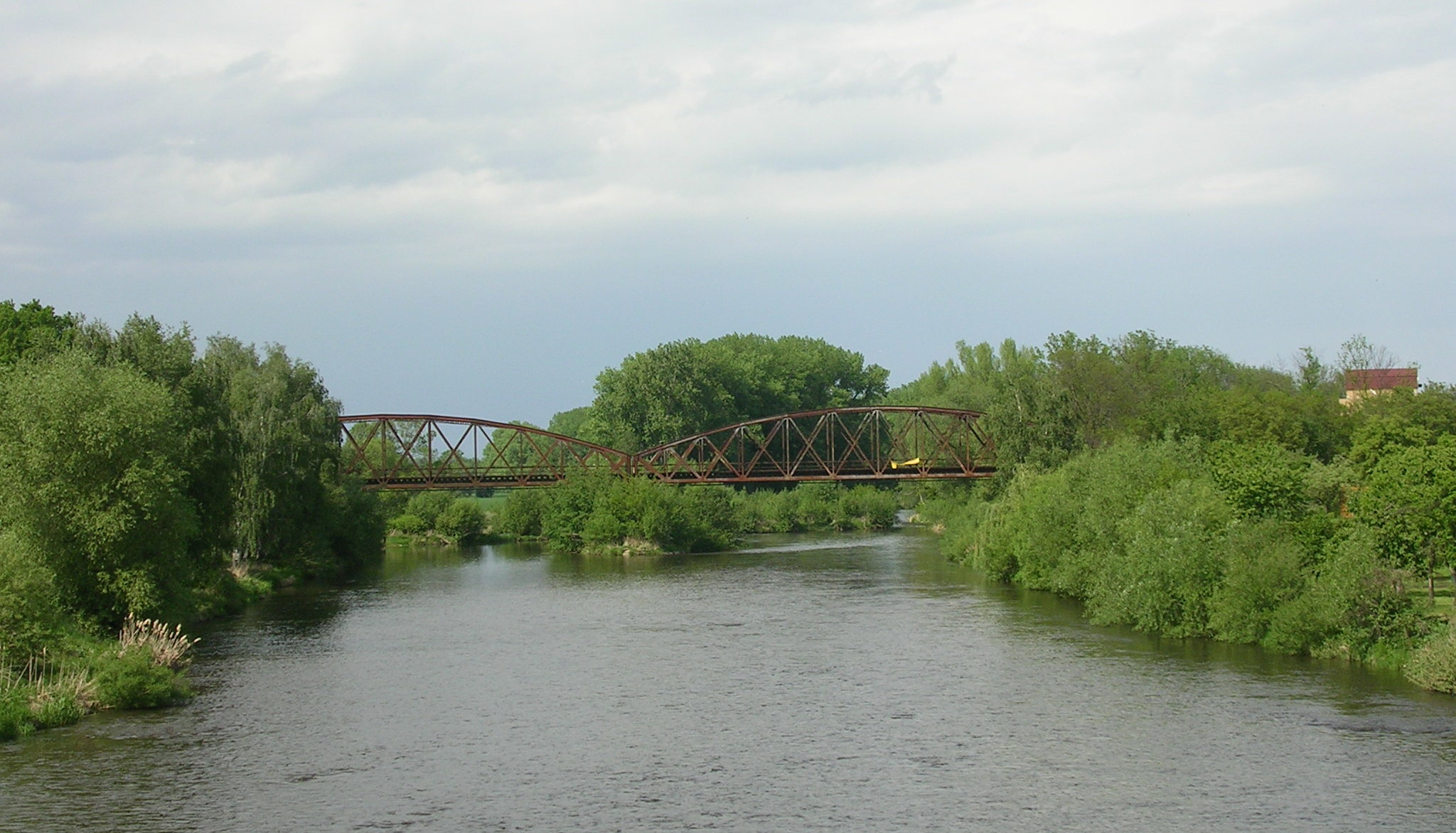
Boršov nad Vltavou, bývalý železniční most (na jaře 2015 nahrazen novým)

V 70. letech byl definitivně ukončen parní provoz, ačkoliv již předtím vozila parní lokomotiva pouze rekreační vlak do Nové Pece a některé nákladní vlaky, osobní vlaky byly poté vedeny zejména motorovými vozy. Po revoluci poklesla vozba vojenských vlaků, vojenský újezd však nadále existuje a v době cvičení se na trati objevují vojenské vlaky i v současnosti. Roku 1991 začaly opět některé vlaky jezdit po celé trati v trase České Budějovice – Volary. V letech 1995–2010 jezdil na trati v letním období rychlík Šumava, který byl veden jako přímý vlak z Prahy do Volar, v letech 2008–2010 do Nového Údolí.
Roku 2005 došlo ke zřízení zastávky Hradce. Po oddělení od Českých drah převzala pravidelnou nákladní dopravu dceřiná společnost ČD Cargo.

### Od roku 2014

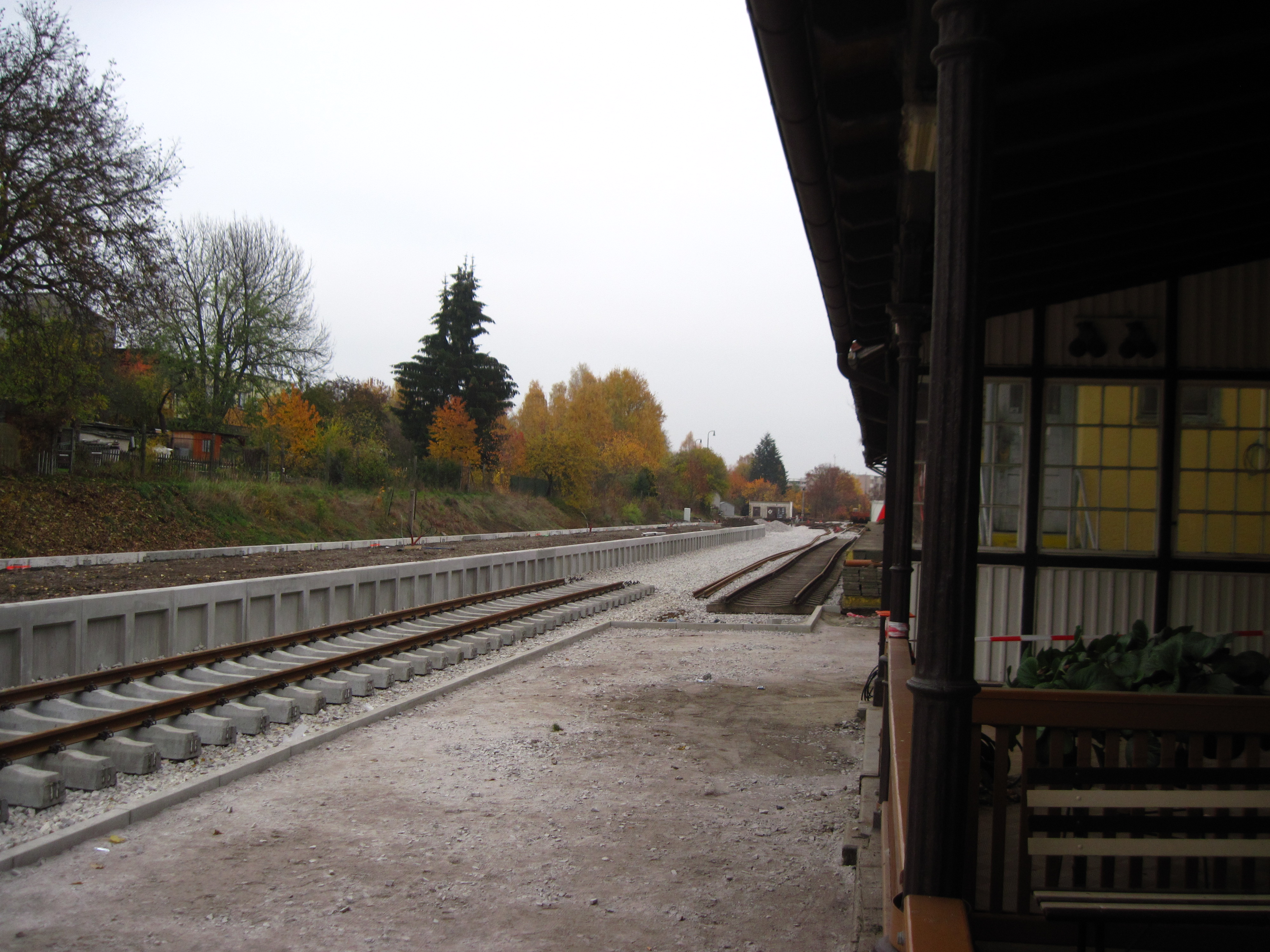
stanice Český Krumlov v době rekonstrukce v roce 2015

14. prosince 2014 (začátek platnosti JŘ 2014–2015) byla zastávka Domoradice přejmenována na Přísečnou, v souvislosti s plánovaným zřízením nové zastávky Domoradice asi 300 metrů od zastávky Přísečná směrem na Český Krumlov, která byla otevřena k 13. prosinci 2015 (začátek platnosti nového jízdního řádu). V průběhu roku 2015 došlo k rozsáhlé rekonstrukci a přestavbě trati, kdy bylo zavedeno dálkové řízení provozu, byla zrušena dopravní služba ve všech stanicích vyjma Kájova, kde sídlí dispečer, ve stanicích byla vybudována poloostrovní nástupiště, byly vyměněny mosty v Boršově nad Vltavou a Holubově a zřízena nová zastávka Domoradice. Od JŘ 2016/17 jezdí na trati expres ČD Praha – Český Krumlov a pouze v JŘ 2016/17 expres společnosti Arriva vlaky Praha – Nová Pec, který zastavoval ve stejných stanicích jako dřívější rychlík Šumava. 
Od JŘ 2017/18 převzala vozbu pravidelných osobních vlaků společnost GW Train Regio, kterou kraj vybral veřejnou soutěží na 15 let.
Od 24. září do 23. listopadu 2018 proběhla na trati v úseku Boršov nad Vltavou – Křemže, respektive Zlatá Koruna, výluka, jejímž hlavním důvodem byla demolice mostu přes silnici v Boršově nad Vltavou a vybudování širšího.
Na podzim 2021 byla trať mezi odbočkou z trati do Lince a Boršovem nad Vltavou přeložena do provizorní stopy z důvodu výstavby Jižní tangenty – napojení silnice II/143 na dálnici D3. Na přelomu srpna a září 2022 byla trať přeložena do definitivní polohy vedené po dvou mostech přes okružní křižovatku.
Mezi březnem a květnem 2023 byly na trati obnoveny čtyři menší mosty – dva u Plešovic a dva u Starých Dobrkovic mezi Českým Krumlovem a Kájovem. Byly vyměněny nosné konstrukce a sanována spodní stavba.
Na jaře 2023 byl zjištěn špatný stav trati v deseti úsecích v okolí přehrady Lipno v souhrnné délce 9 km. V příslušných úsecích byly zavedeny pomalé jízdy a v období od 1. června do 3. září byl zaveden zvláštní jízdní řád zohledňující delší jízdní doby. 4. září až 31. října 2023 měla proběhnout výluka v úseku Kájov – Nová Pec, 1. až 30. listopadu 2023 pak v úseku Křemže–Kájov, v rámci těchto výluk měl být opraven havarijní stav a v některých úsecích zřízena bezstyková kolej.
Na podzim 2024 proběhly další opravy trati, v rámci nichž byl opraven most přes Hučinu u Černého Kříže, přičemž na něm byly poprvé na síti SŽ instalovány mostnice z polymerů, tento materiál je dle SŽ ekologičtější než impregnované dřevěné mostnice.
Od JŘ 2024/2025 byly zavedeny nové vlaky České Budějovice – Český Krumlov doplňující stávající osobní vlaky v pracovní dny na interval zhruba 1 hodina.
Nákladní dopravu zajišťuje především společnost ČD Cargo, a to pravidelnými manipulačními vlaky České Budějovice – Černá v Pošumaví a Volary – Nová Pec. Dále na trati jezdí nákladní vlaky z kamenolomu Plešovice a vojenské vlaky.[zdroj?]
| období jízdního řádu                                                      | číslo tratě a celkový rozsah tratě                            | počet vlaků (v části tratě) |
| ------------------------------------------------------------------------- | ------------------------------------------------------------- | --- |
| 1918/19 zima                                                              | 73l Budějovice – U černého kříže                              | 1 Sm Budějovice – Želnava (nyní Nová Pec), 1 Sm Budějovice – U Černého Kříže (v opačném směru ale dva), 1 Sm Budějovice – Kájov (v opačném směru ale dva) |
| 1944/45                                                                   | 513h Budweis – Krummau (Moldau)/Budějovice – Krummau (Moldau) | 5 Sm, na každý z nich návaznost do Černého Kříže |
| 1981/82                                                                   | 19d České Budějovice/Nové Údolí – Černý Kříž – Volary         | 7 Os České Budějovice – Kájov, 1 Os Český Krumlov – Kájov, 4 Os Kájov – Volary, 1 Os Kájov – Černý Kříž |
| 1988/89                                                                   | 194 České Budějovice/Nové Údolí – Černý Kříž – Volary         | 6 Os České Budějovice – Kájov, 2 Os Český Krumlov – Kájov, 4 Os Kájov – Volary, 1 Os Kájov – Černý Kříž |
| 2006/07                                                                   | 194 České Budějovice – Volary, Nové Údolí – Černý Kříž        | Zima: 5 Os České Budějovice – Volary, 1 Os České Budějovice – Černý Kříž, 2 Os České Budějovice – Kájov Léto: 3 Os České Budějovice – Volary, 4 Os České Budějovice – Černý Kříž, 1 Os Český Krumlov – Nové Údolí, 1 R České Budějovice – Volary (S přímými vozy z Prahy) |
| 2017/18                                                                   | 194 České Budějovice – Černý Kříž                             | 4 Os České Budějovice – Nové Údolí, 1 Os České Budějovice – Černý Kříž (v létě 2), 1 Os České Budějovice – Volary, 3 Os České Budějovice – Český Krumlov (v zimě 4), 1 Ex Praha – Český Krumlov                                                                           |
| 2024/25                                                                   | 194 České Budějovice – Černý Kříž                             | 4 Os České Budějovice – Nové Údolí (v létě 5), 3 Os České Budějovice – Volary, 6 Os České Budějovice – Český Krumlov (v zimě 7), 1 Ex Praha – Český Krumlov |
| Vysvětlivky Sm – smíšený vlak, Os – osobní vlak, R – rychlík, Ex – expres |                                                               | |

## Budoucnost
Na roky 2027–2028 se připravuje prostá elektrizace úseku Boršov nad Vltavou (mimo) - Kájov (včetně) soustavou 25 kV 50 Hz. Předpokládá se také vybudování nabíjecí stanice ve Volarech a následný provoz bateriových jednotek (BEMU).

## Navazující tratě

### Odbočka Rožnov
- Železniční trať České Budějovice – Summerau

### Černý Kříž
- Železniční trať Číčenice – Nové Údolí

## Stanice a zastávky
- Boršov nad Vltavou – stanice, původní název Poříčí u Českých Budějovic, nádraží v části obce Poříčí, klasická nástupiště, světelná návěstidla, nákladní rampa, vlečka do sila, budova s čekárnou, služba zrušena 2016
- Černý Dub – zastávka, dříve zastávka a nákladiště, původní název Koroseky, nástupiště 550 mm nad temenem kolejnice (TK), starší renovace, budova v soukromých rukou, nahrazena dřevěným přístřeškem pro cestující
- Hradce – zastávka, zřízena 2005, nástupiště 550 mm nad TK, plechová budka
- Vrábče – zastávka, nástupiště 550 mm nad TK – vybudováno 2015, původní čekárna sloužila do roku 2015, nahrazena dřevěným přístřeškem pro cestující
- Křemže – stanice, původní název Křemže – Mřičí, v osadě Mříč, budova s podloubím, služba a čekárna zrušeny 2015, poloostrovní nástupiště 550 mm nad TK – vybudováno 2015, světelná návěstidla, kusá kolej, nákladní rampa u pily, areál firmy Skanska, vodní pumpa
- Holubov – zastávka, dříve zastávka a nákladiště, původní název Adolfov, nástupiště 550 mm nad TK, budova s čekárnou
- Třísov – zastávka, zřízena později (není původní), nástupiště 550 mm nad TK, původní zděný přístřešek nahrazen v roce 2015 novým dřevěným
- Plešovice – zastávka, zřízena později (není původní), nástupiště 550 mm nad TK – vybudováno 2015, dřevěný přístřešek asi z roku 2007
- Zlatá Koruna – stanice, budova s čekárnou, rekonstruované WC v budově původních záchodků, poloostrovní nástupiště 550 mm nad TK – zřízeno 2015, služba zrušena 2015, světelná návěstidla, 2 kusé koleje, nákladní rampa
- Přísečná – zastávka, do 14. prosince 2014 Domoradice, nerekonstruované panelové nástupiště, dřevěná stříška
- Domoradice – zastávka, zřízena 13. prosince 2015, nástupiště 550 mm nad TK, dřevěný přístřešek pro cestující
- Český Krumlov – stanice, budova s podloubím, čekárna, osobní pokladna, poloostrovní nástupiště 550 mm nad TK – zřízeno 2015, služba zrušena 2015, světelná návěstidla
- Kájov – stanice, pracoviště výpravčích DOZ v budově postavené roku 2015, přístřešek pro cestující (starší, nikoliv však původní budova s podloubím byla roku 2024 zbourána a nahrazena přístřeškem pro cestující)[32][33] vlečka do papírny Větřní (v současnosti se nepoužívá), poloostrovní nástupiště 550 mm nad TK – zřízeno 2015, světelná návěstidla, do roku 2015 mechanická
- Mezipotočí – zastávka, nástupiště 550 mm nad TK – vybudováno 2015, původní budova se nepoužívá, nahrazena dřevěným přístřeškem pro cestující
- Hořice na Šumavě – stanice, poloostrovní nástupiště 550 mm nad TK – zřízeno 2015, dříve dopravna D3, světelná návěstidla, budova nahrazena dřevěným přístřeškem pro cestující
- Polná na Šumavě – stanice, dvě nástupiště 550 mm nad TK – vybudována 2015, budova v soukromých rukou, nahrazena dřevěným přístřeškem pro cestující, světelná návěstidla, dříve dopravna D3 (do 31. prosince 2015 se nacházela ve vojenském újezdu Boletice)
- Polečnice – zastávka a nákladiště (dříve stanice), nástupiště sypané s betonovým okraje od jara 2018, budova v soukromých rukou (do 31. prosince 2015 se nacházela ve vojenském prostoru Boletice, od 1. ledna 2016 na území obce Polná na Šumavě)
- Hodňov – zastávka, v osadě Olšina, nástupiště 550 mm nad TK, dřevěný přístřešek pro cestující, obojí vybudováno 2015
- Žlábek – zastávka, nástupiště 550 mm nad TK, dřevěný přístřešek pro cestující, obojí vybudováno 2015
- Černá v Pošumaví – stanice v osadě Hůrka, poloostrovní nástupiště 550 mm nad TK – zřízeno 2015, čekárna, dříve dopravna D3
- Horní Planá zastávka – zastávka v osadě Jenišov, zřízena roku 1990, nástupiště 550 mm nad TK, dřevěný přístřešek pro cestující, obojí vybudováno 2015
- Horní Planá – stanice, zřízena roku 1958 při přeložce trati v důsledku stavby VN Lipno, poloostrovní nástupiště 550 mm nad TK – zřízeno 2010, čekárna, dříve dopravna D3
- Pernek-Hory – zastávka, zřízena roku 1958 při přeložce trati v důsledku stavby VN Lipno, nástupiště 550 mm nad TK – vybudováno 2015, původní zděný přístřešek pro cestující, do jízdního řádu 2022/2023 nesla název Pernek na Šumavě.[34]
- Nová Pec – stanice, původní název Želnava, poloostrovní nástupiště 550 mm nad TK – zřízeno 2010, čekárna, dříve dopravna D3
- Ovesná – zastávka, nástupiště 550 mm nad TK, dřevěný přístřešek pro cestující, obojí vybudováno 2015
- Pěkná – zastávka, nástupiště 550 mm nad TK, dřevěný přístřešek pro cestující, obojí vybudováno 2015
- Černý Kříž – stanice, trať se zde napojuje na trať 197 Číčenice – Volary – Nové Údolí, poloostrovní nástupiště 550 mm nad TK – zřízeno 2004, světelná návěstidla, občerstvení (znovu otevřeno roku 2018)[35]

Všechny zastávky jsou na znamení nebo požádání.

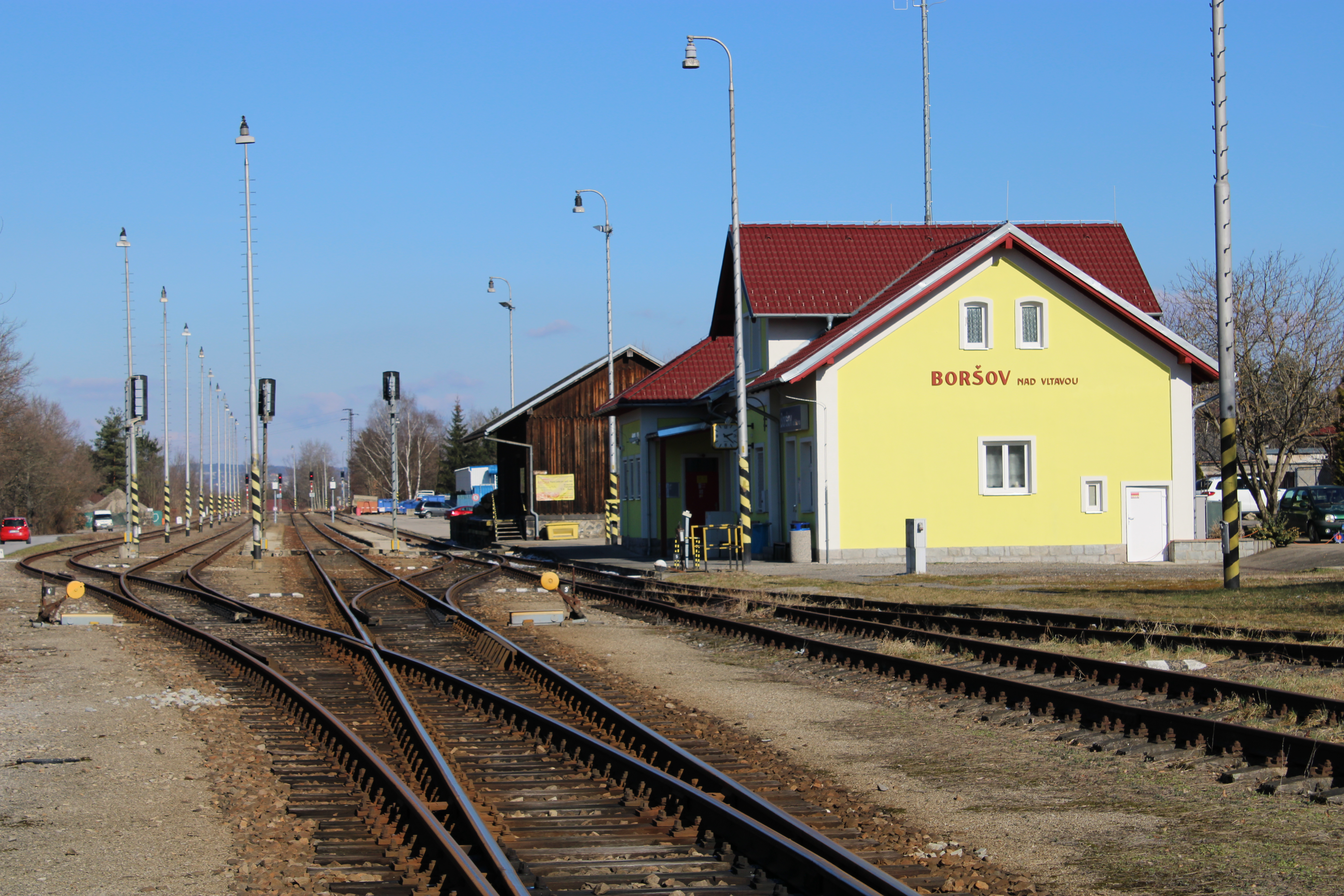
Stanice Boršov nad Vltavou
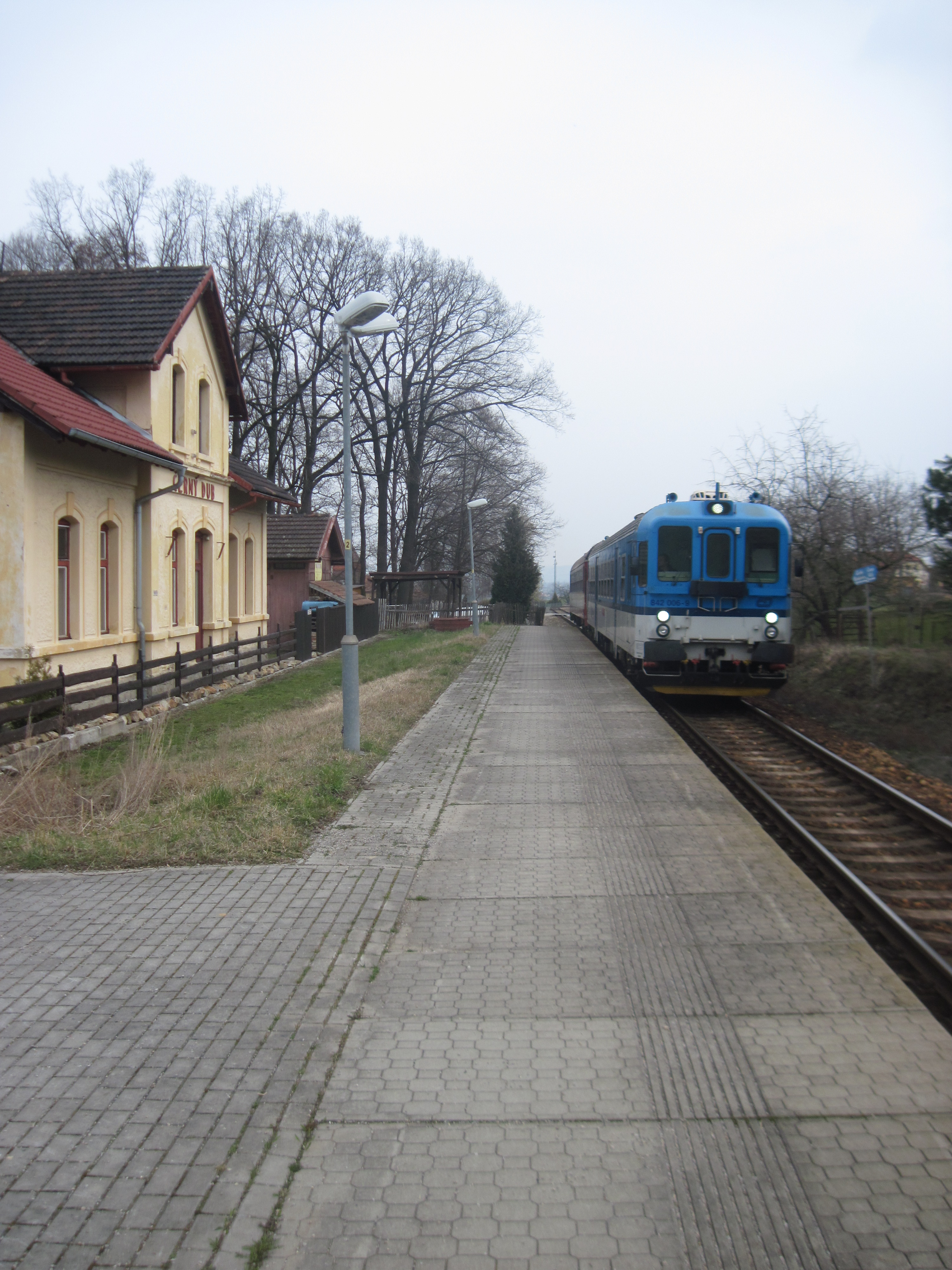
Zastávka Černý Dub
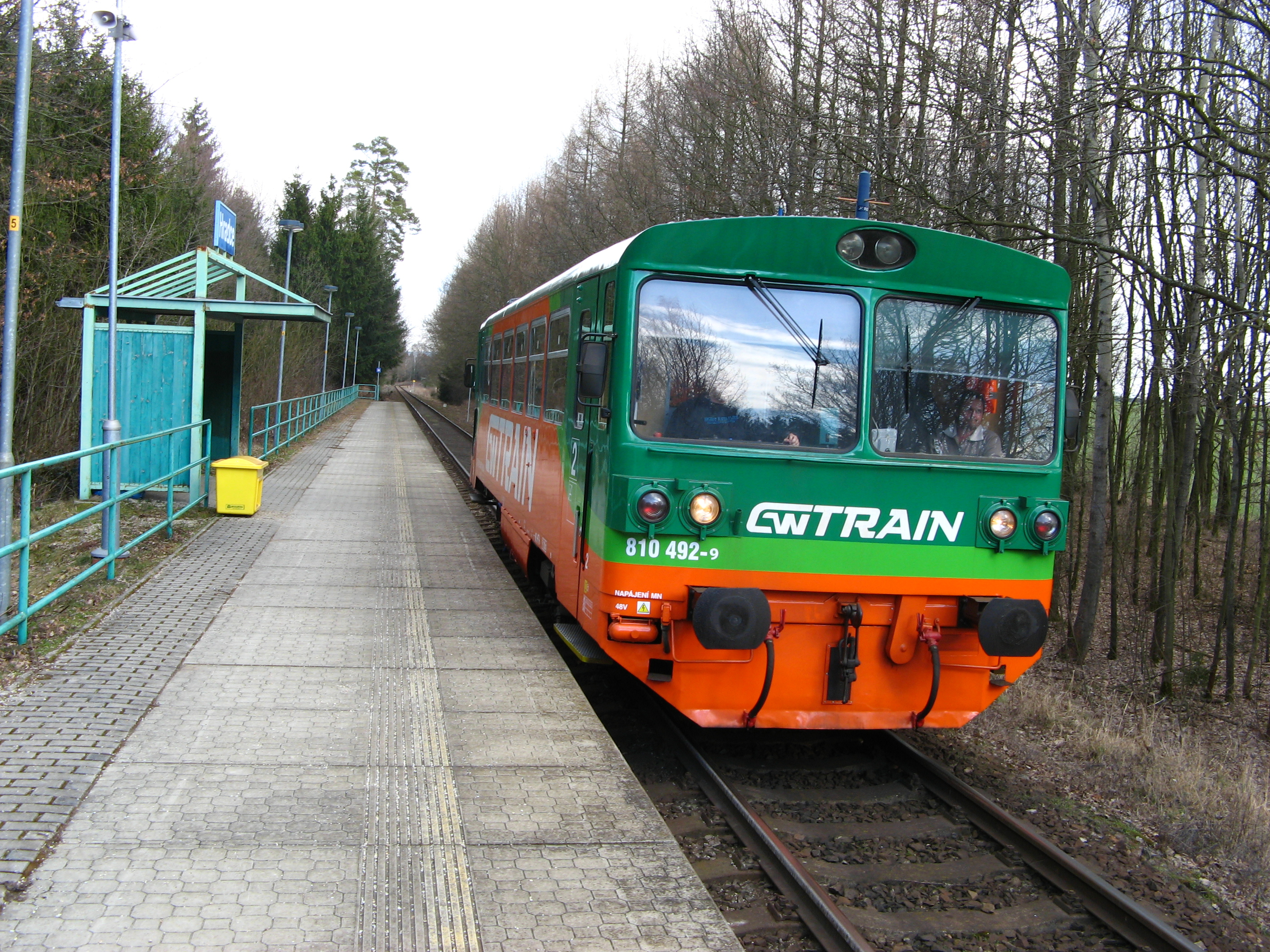
Zastávka Hradce
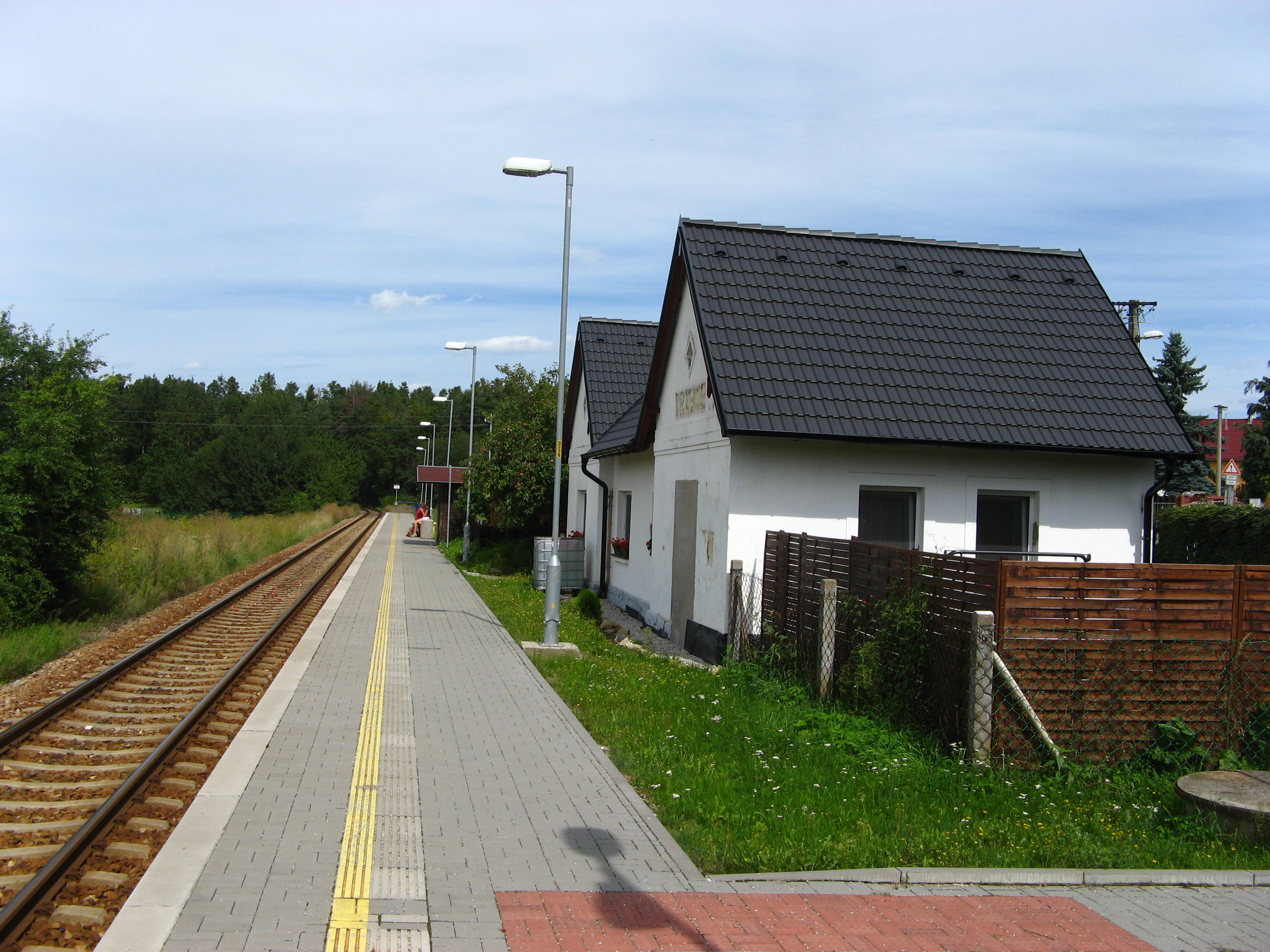
Zastávka Vrábče
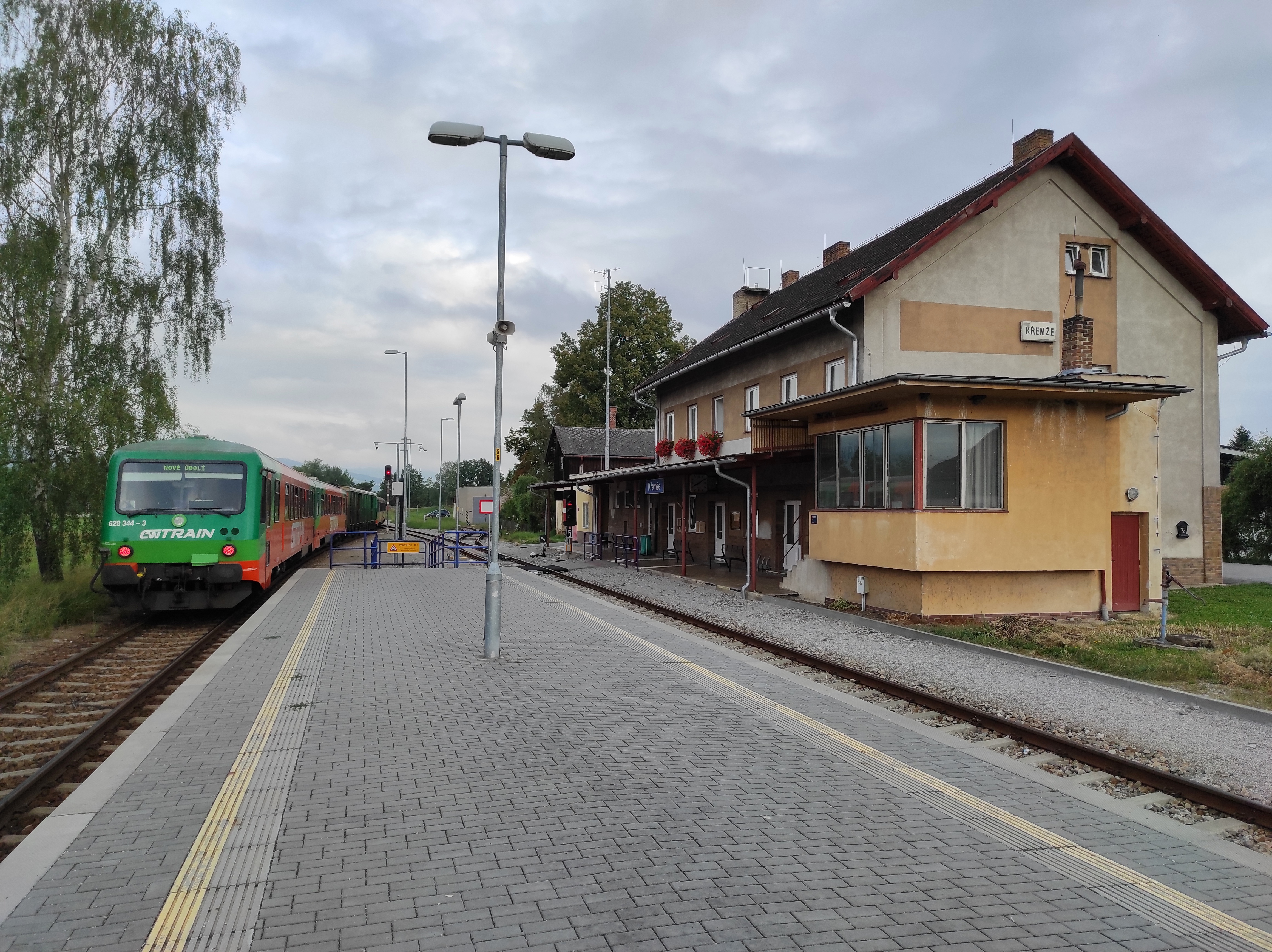
Železniční stanice Křemže
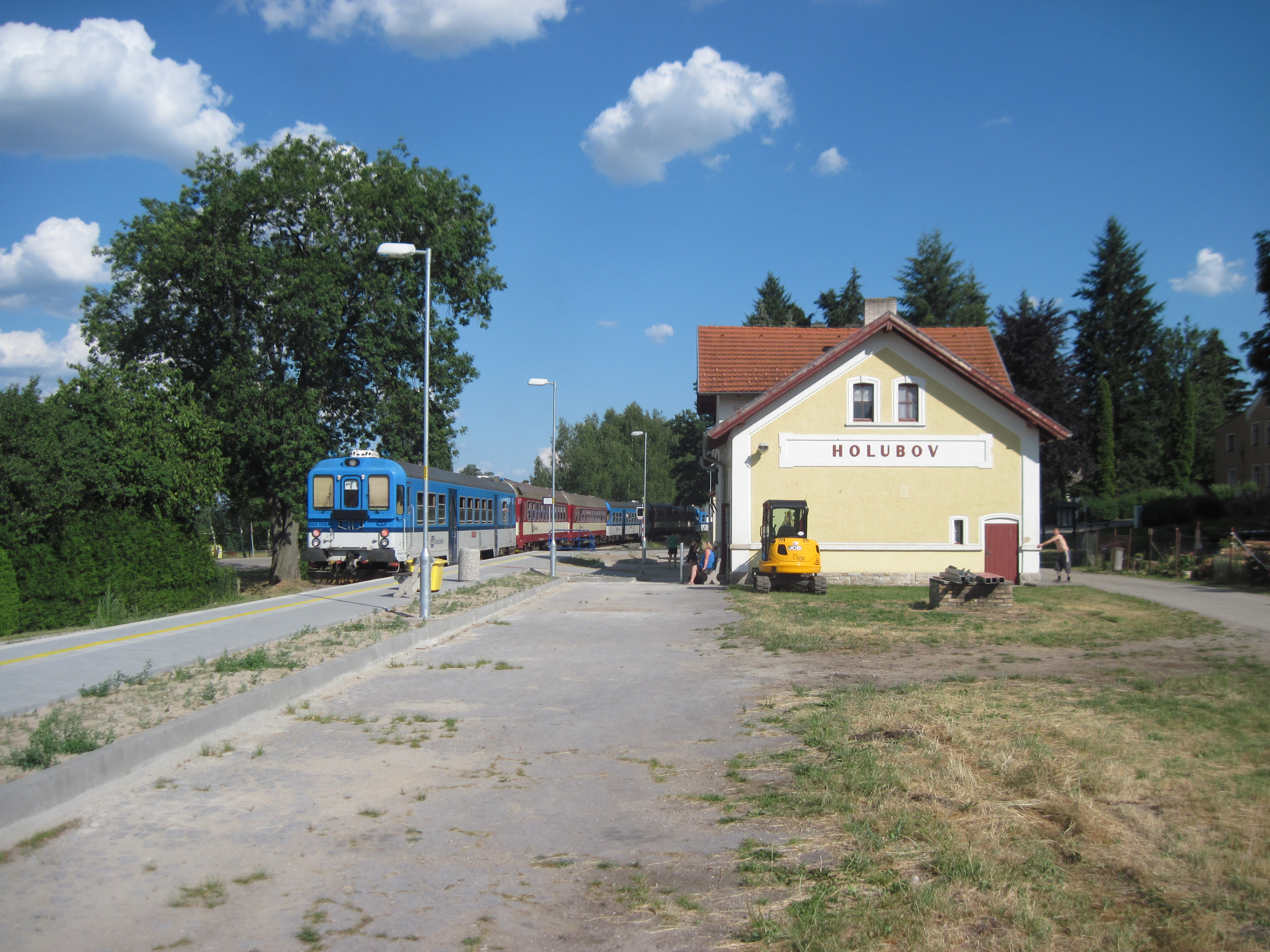
Zastávka Holubov
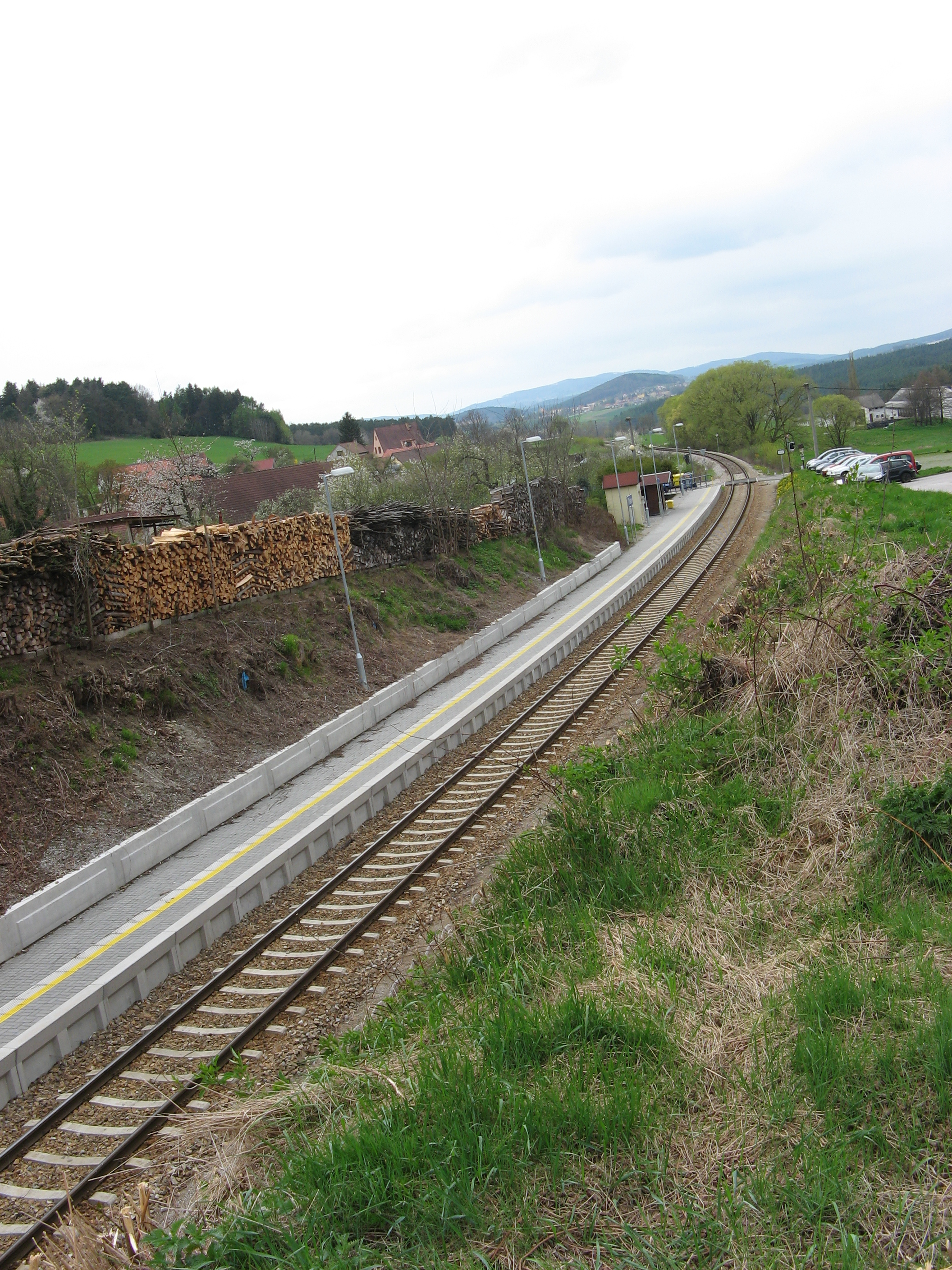
Zastávka Třísov
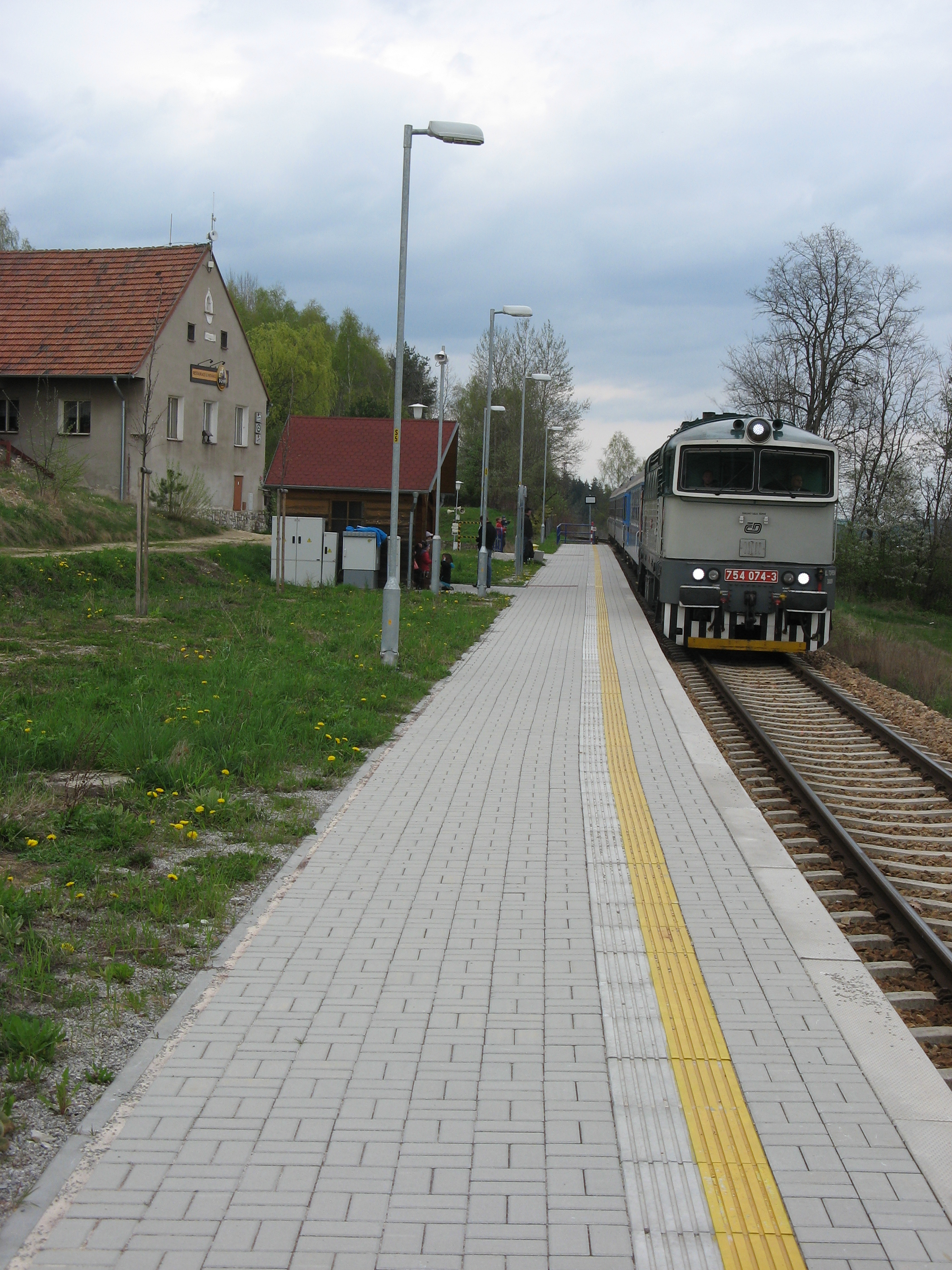
Zastávka Plešovice s osobním vlakem taženým lokomotivou ČD řady 754
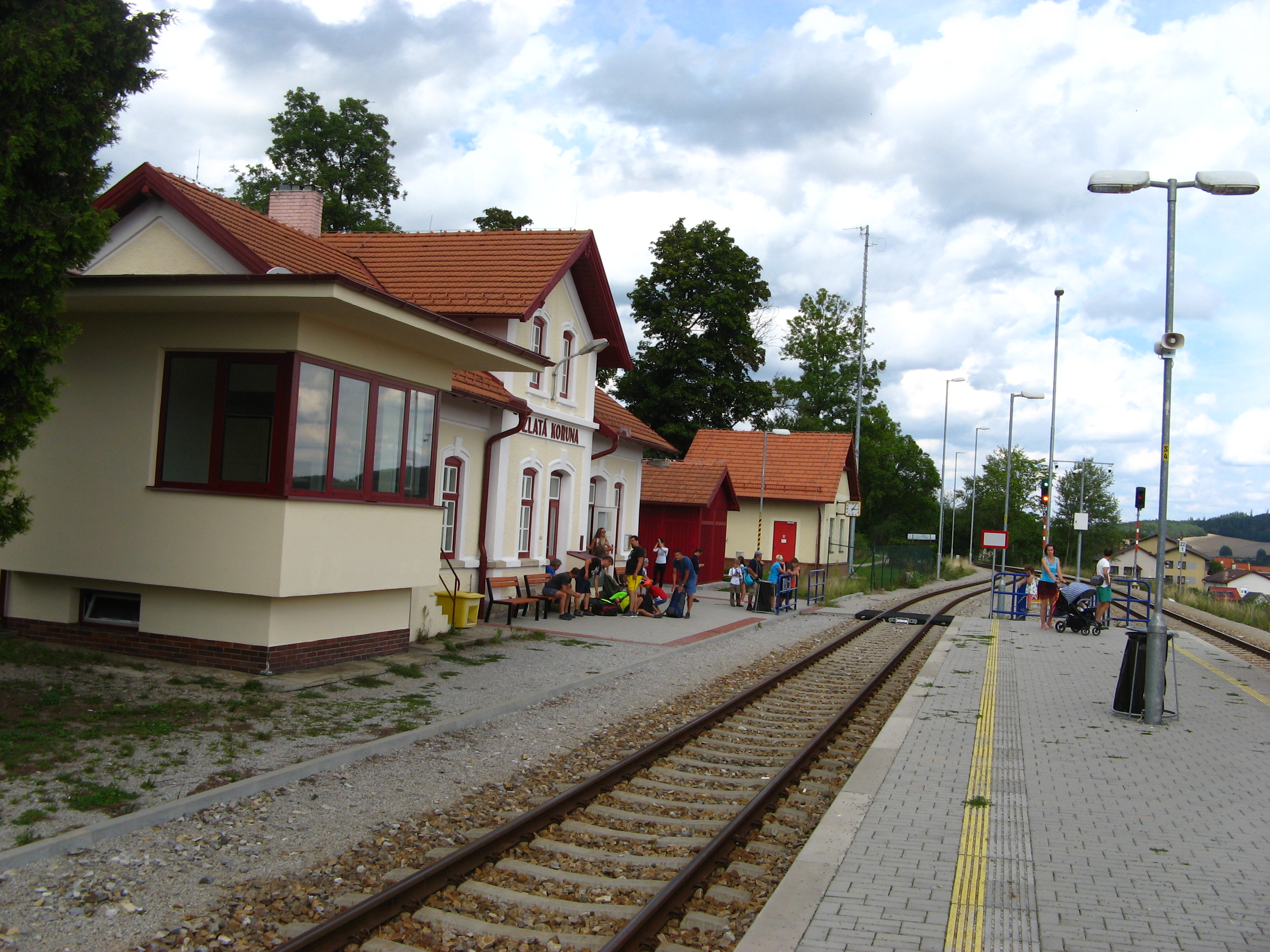
Stanice Zlatá Koruna
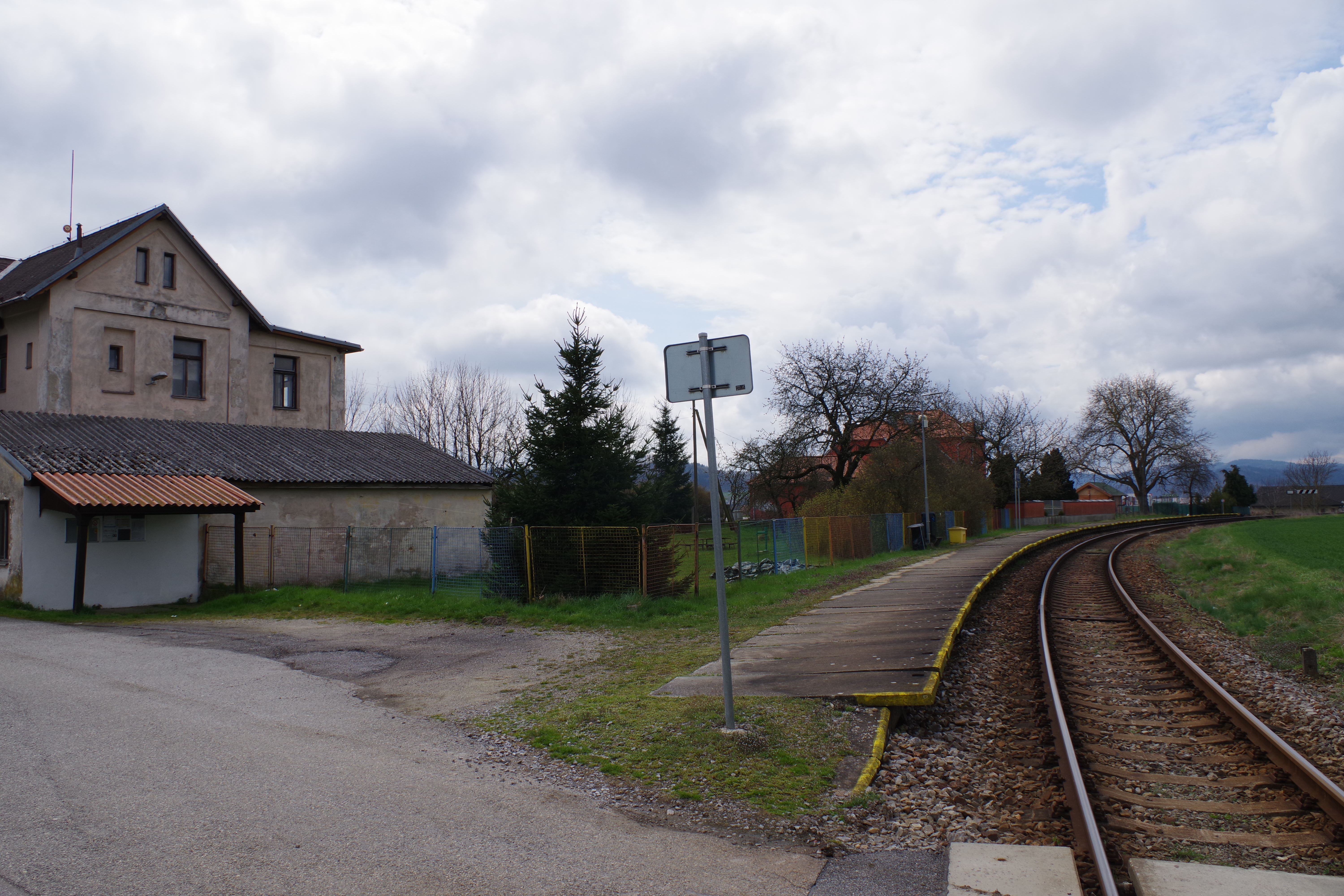
Zastávka Přísečná (dříve Domoradice)
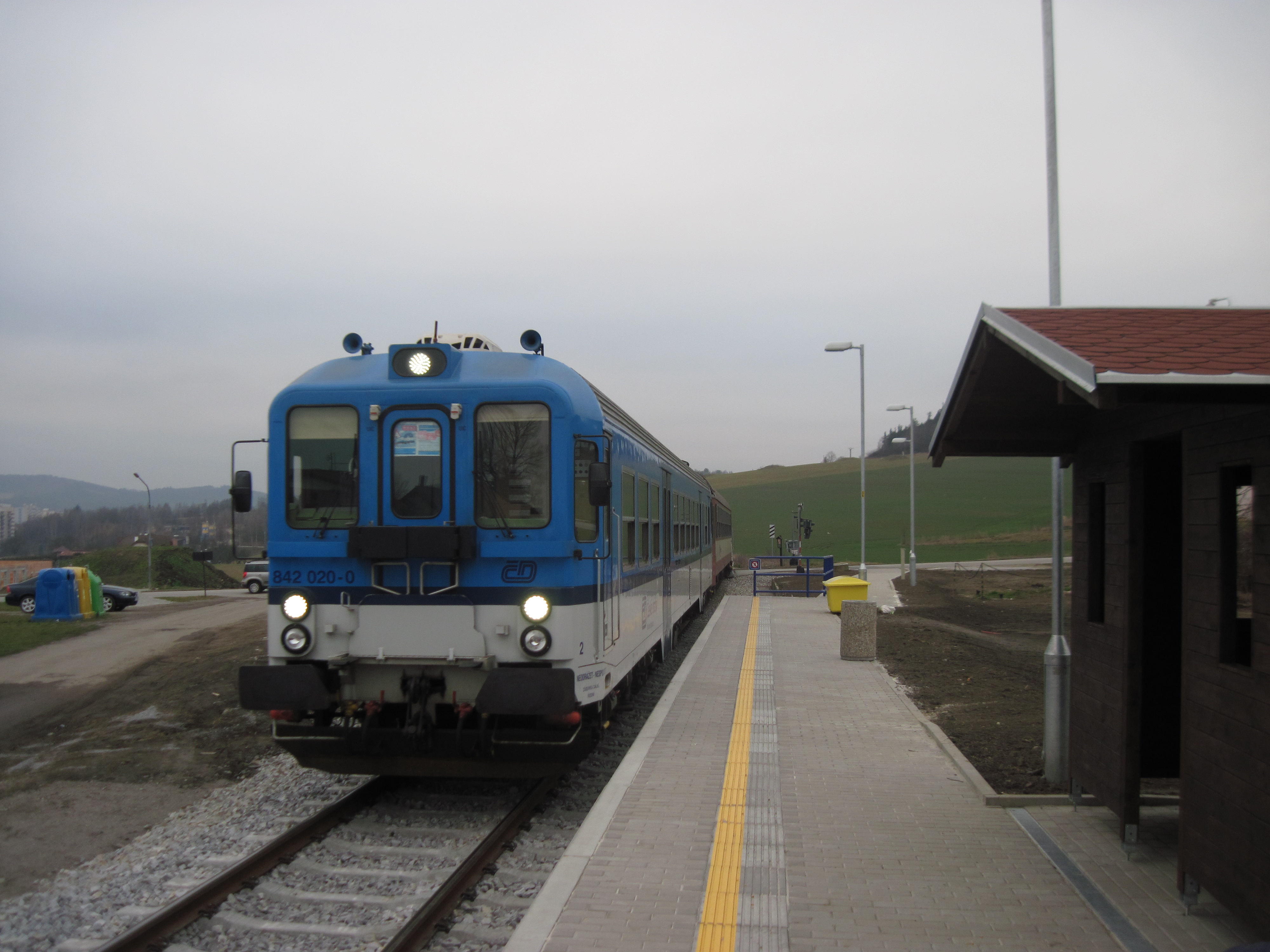
Zastávka Domoradice
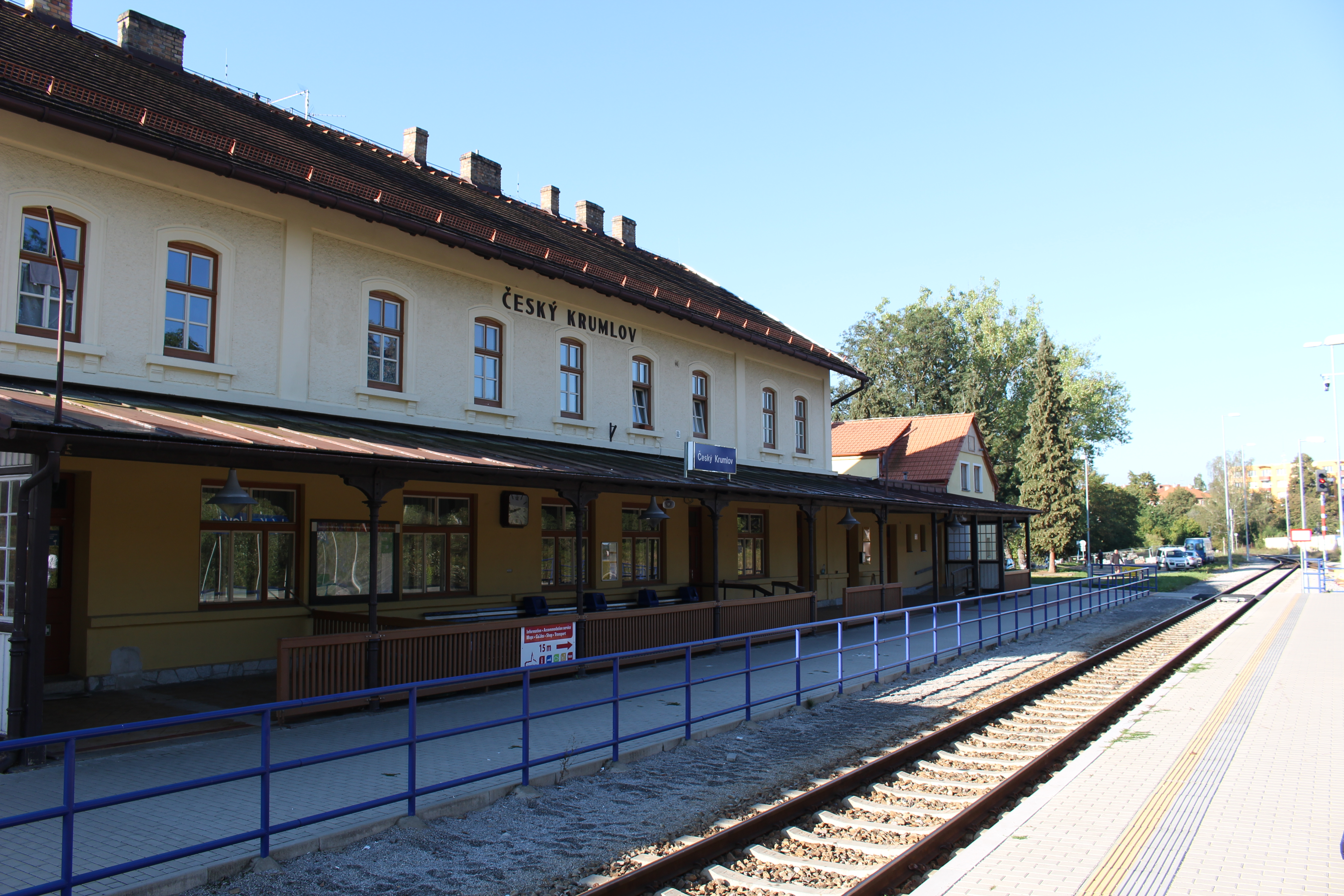
Stanice Český Krumlov
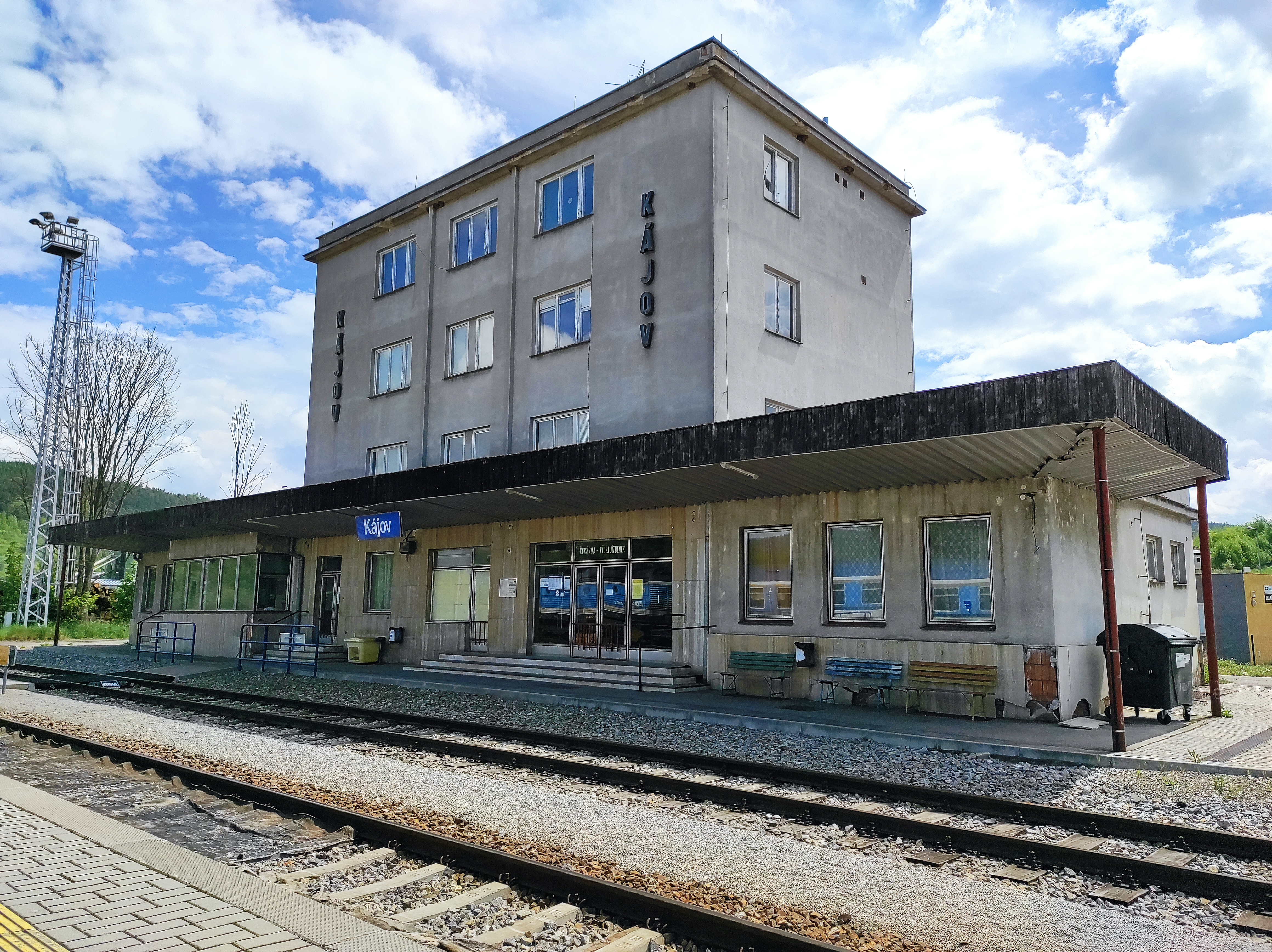
Stará budova stanice Kájov (foto před rekonstrukcí)
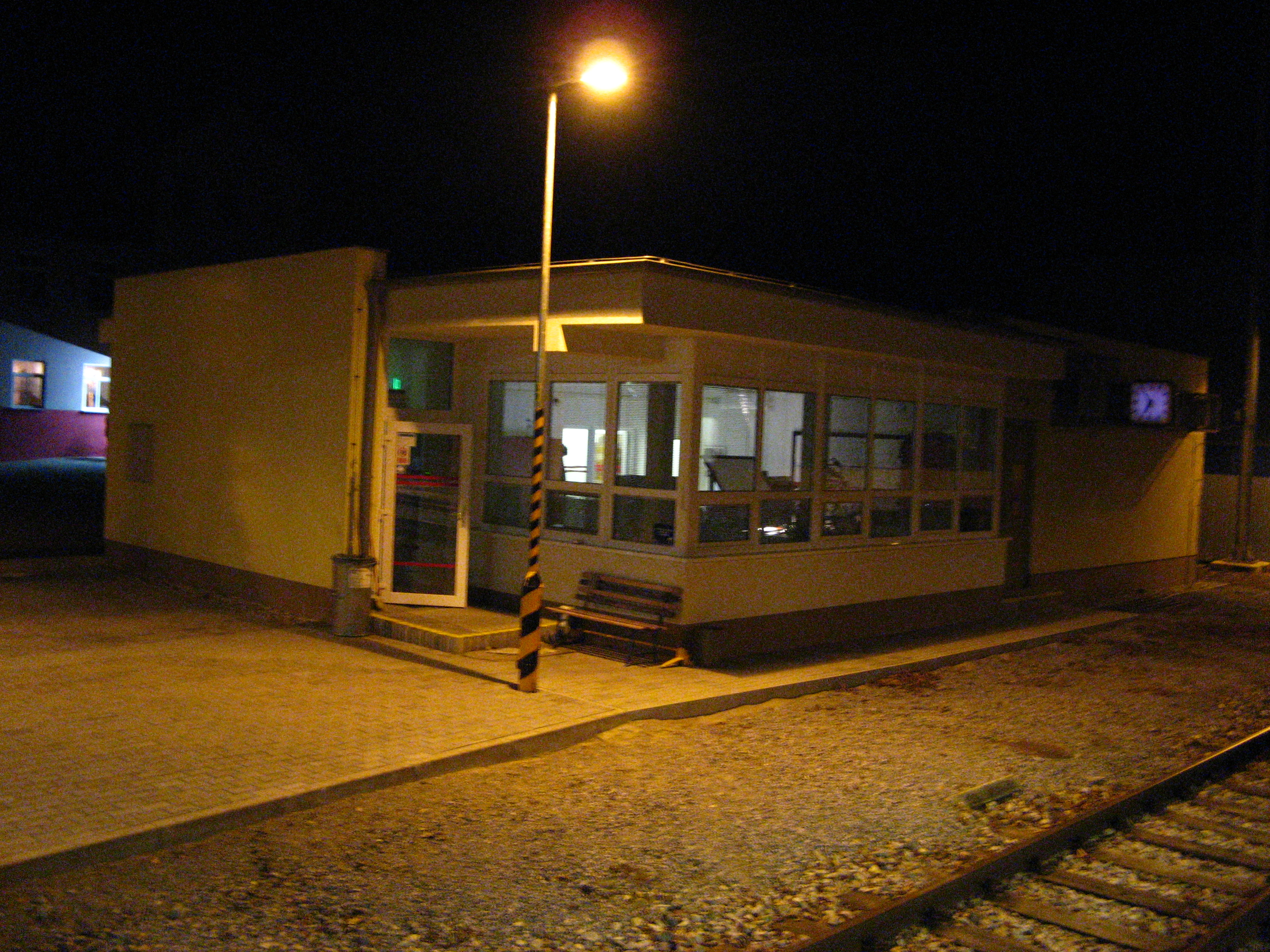
Nová budova stanice Kájov
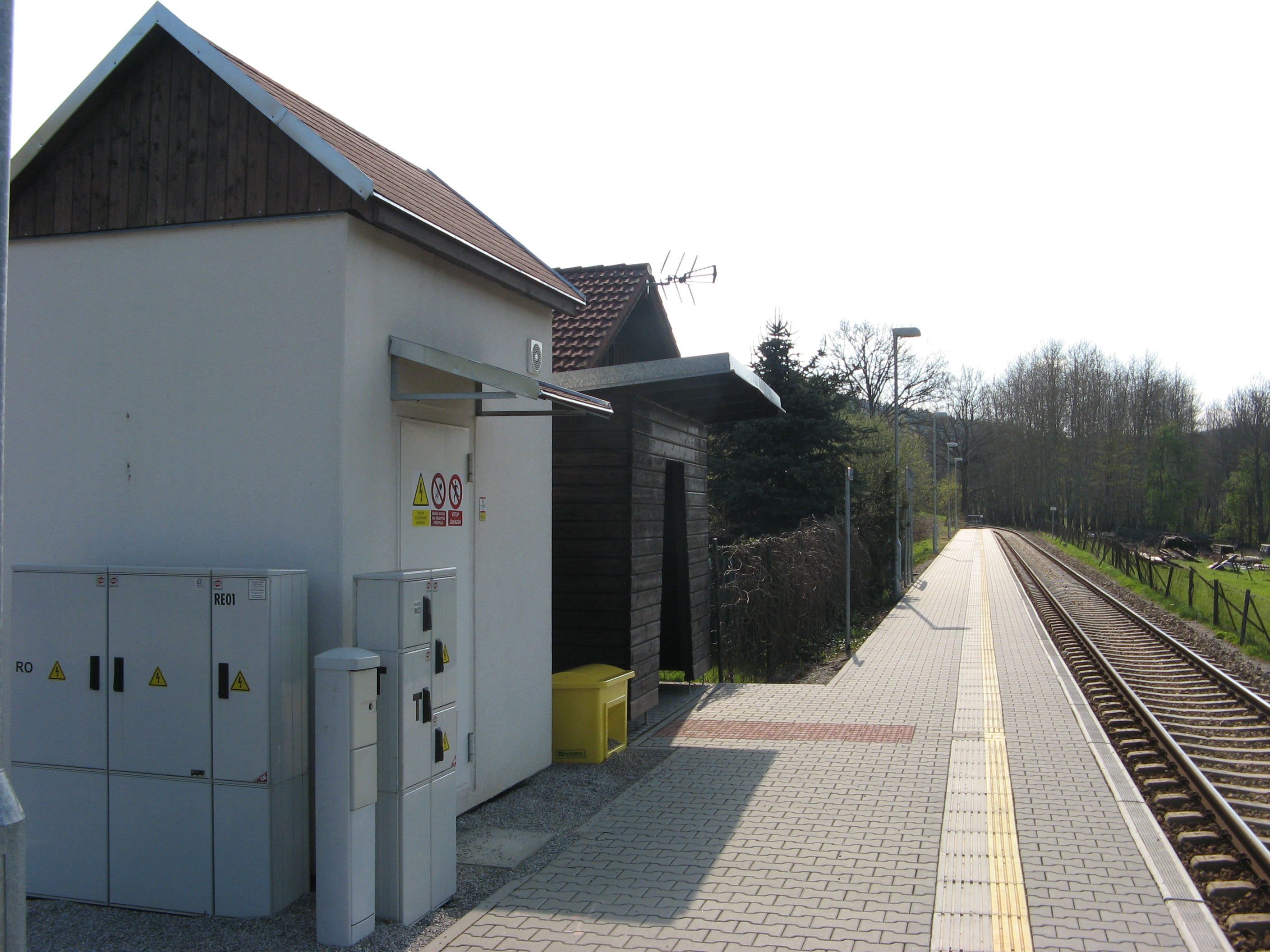
Zastávka Mezipotočí
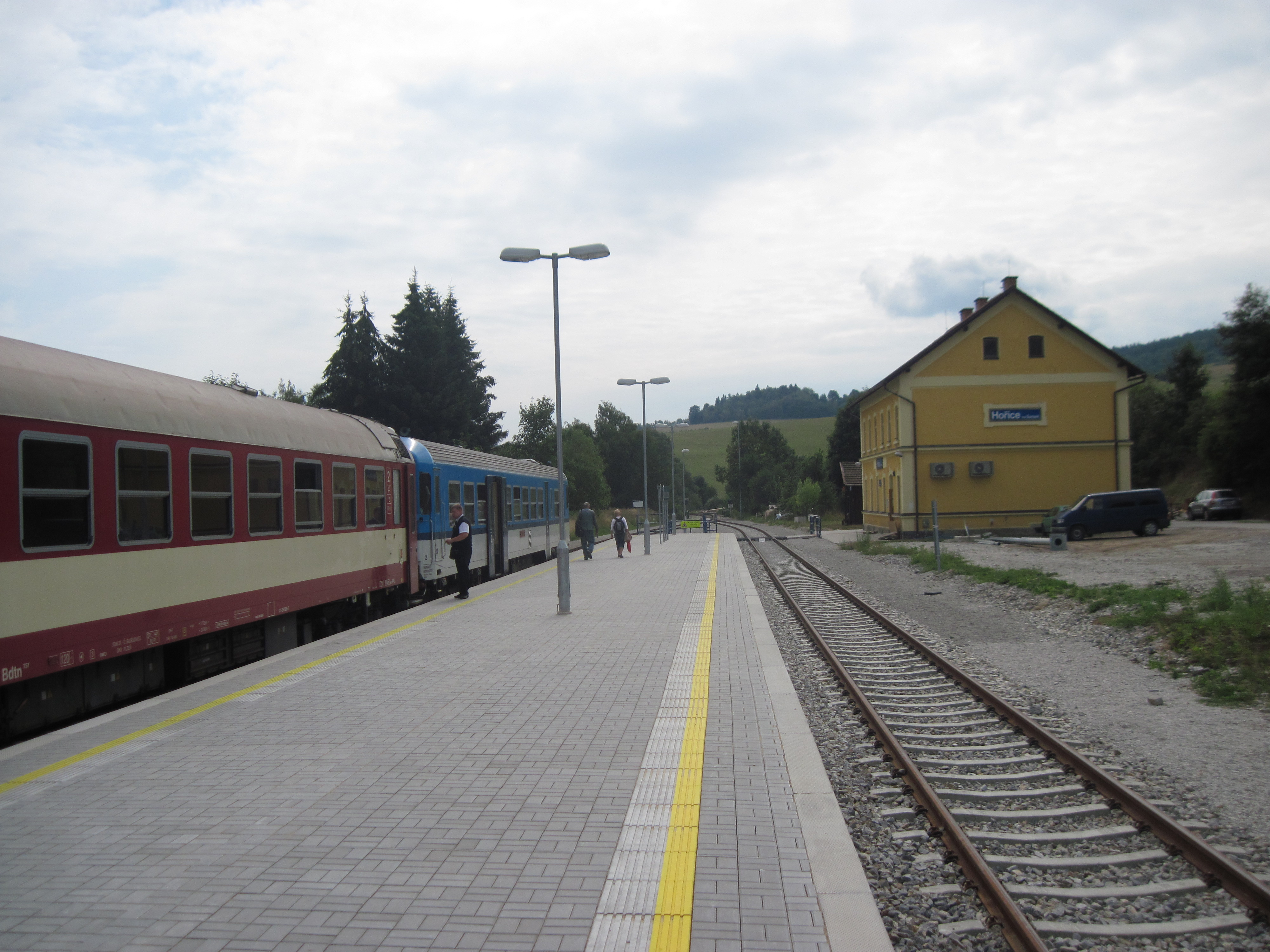
Stanice Hořice na Šumavě
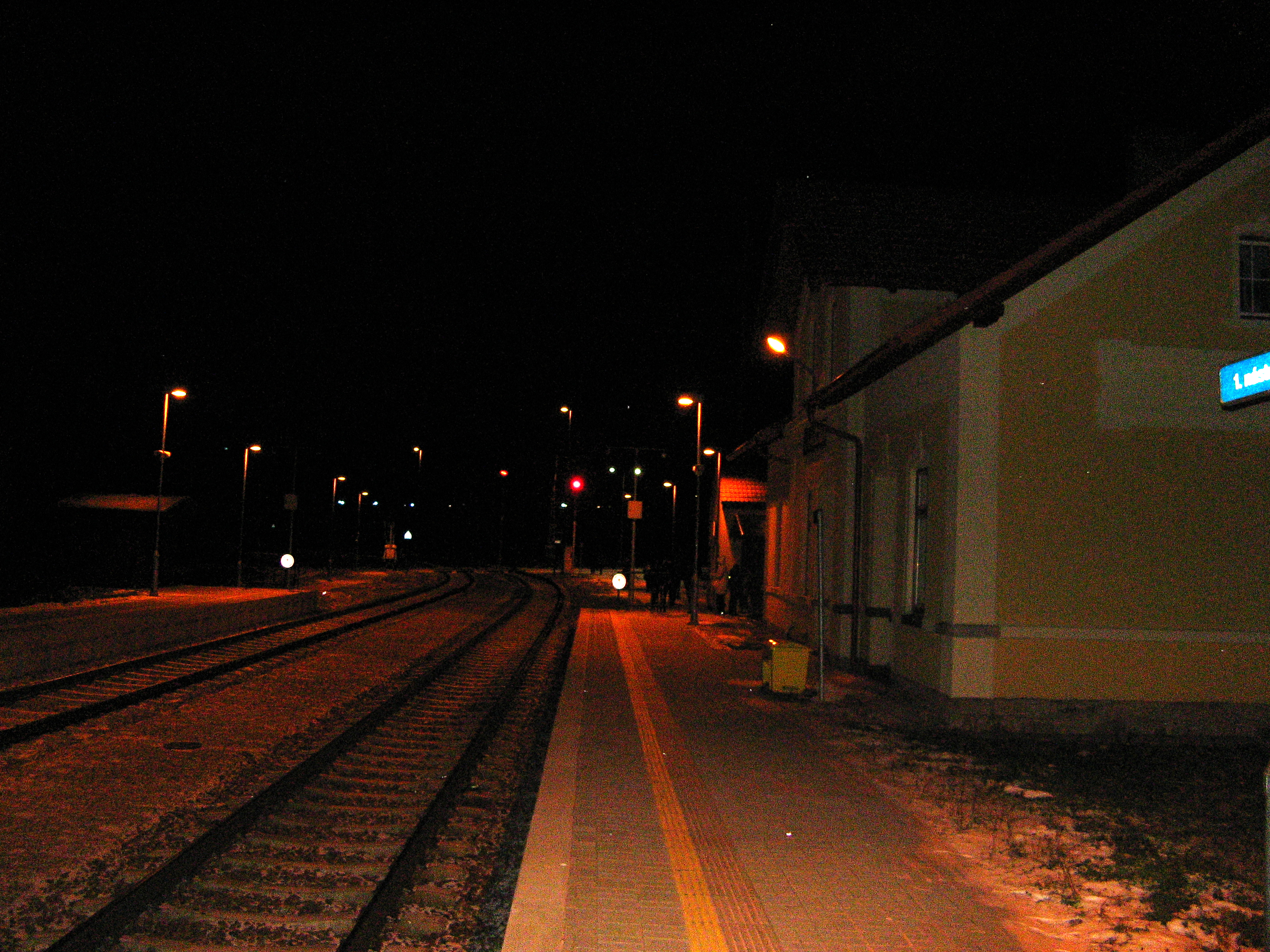
Stanice Polná na Šumavě
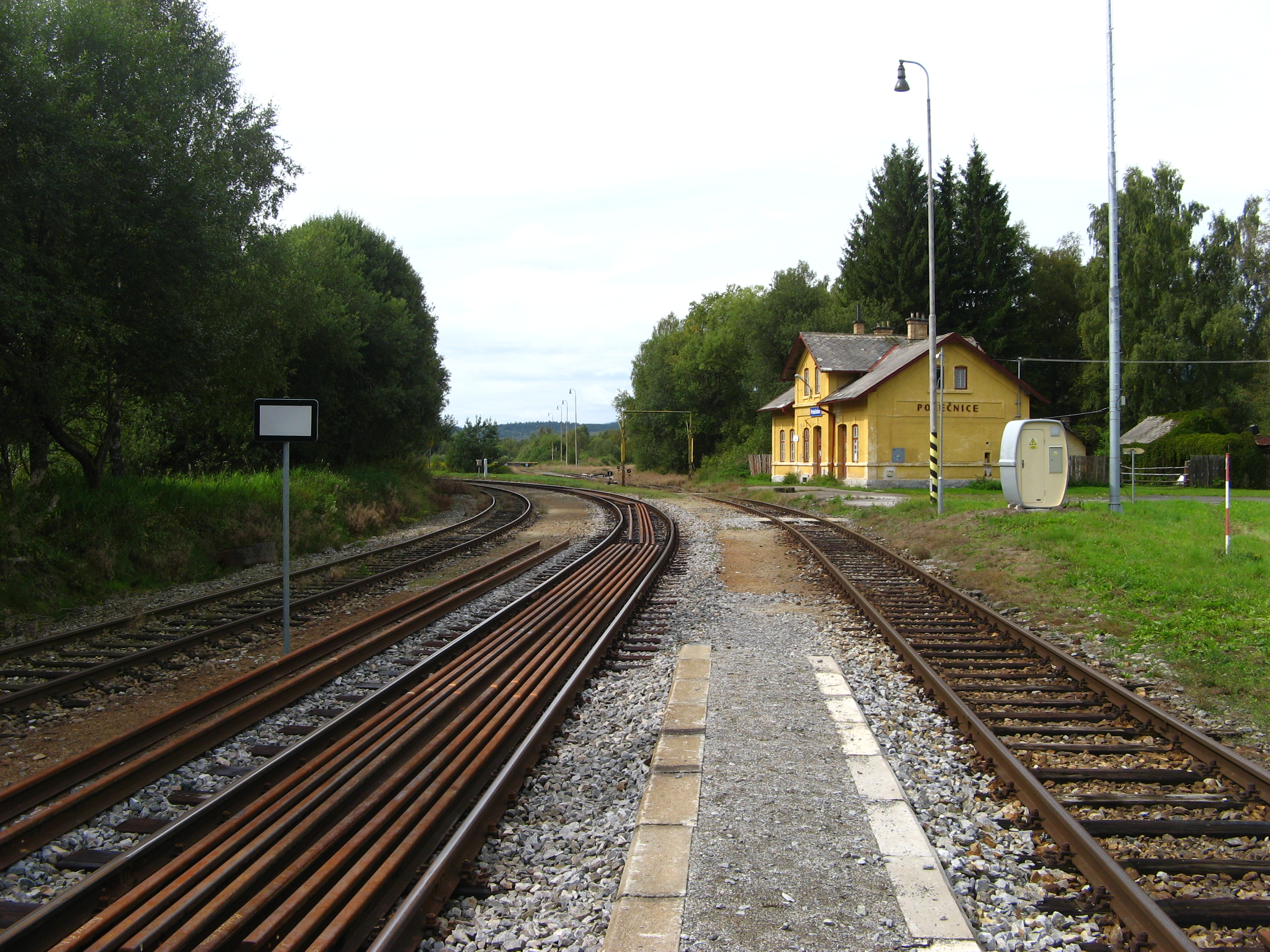
Zastávka a nákladiště Polečnice
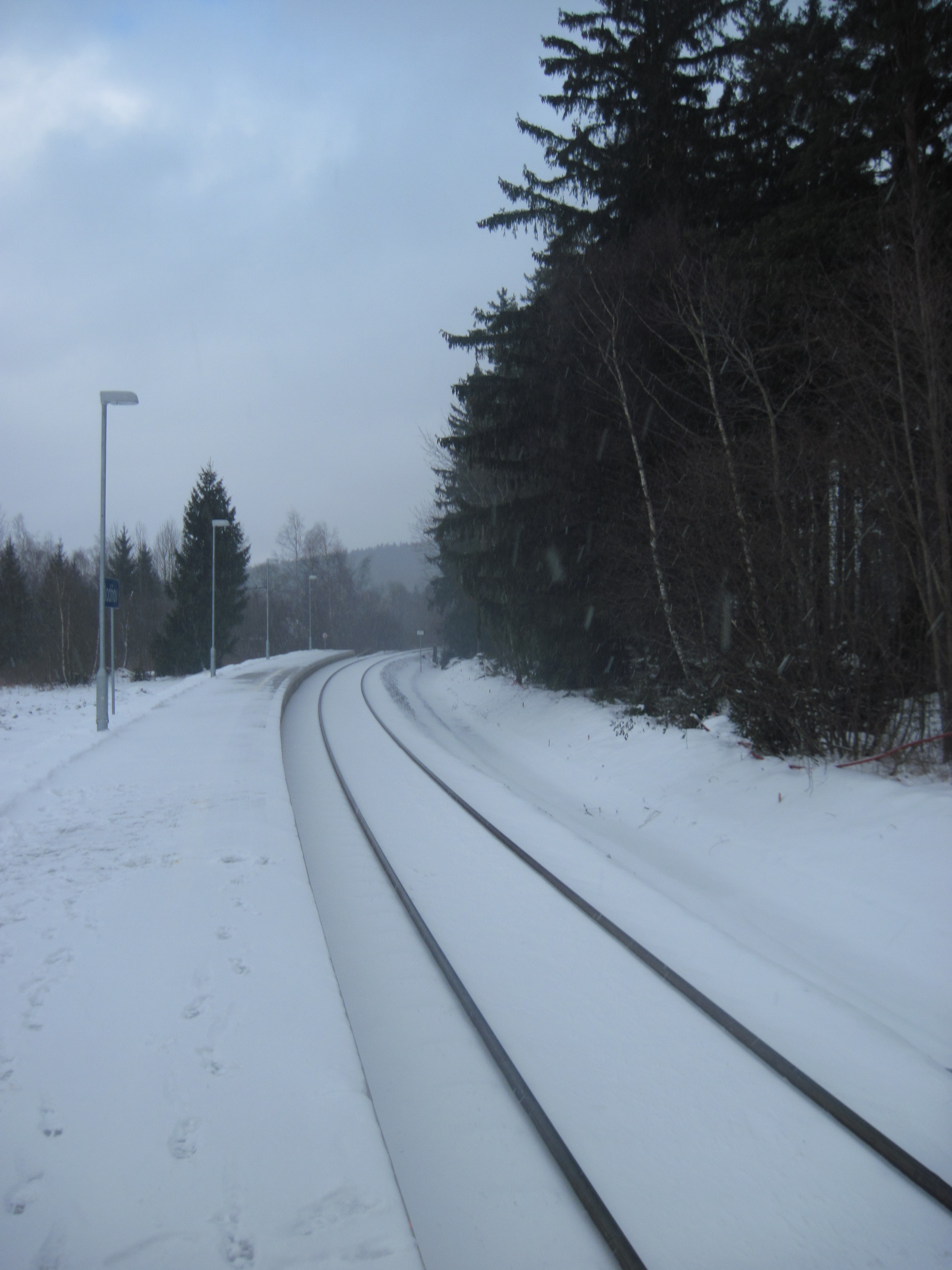
Zastávka Hodňov
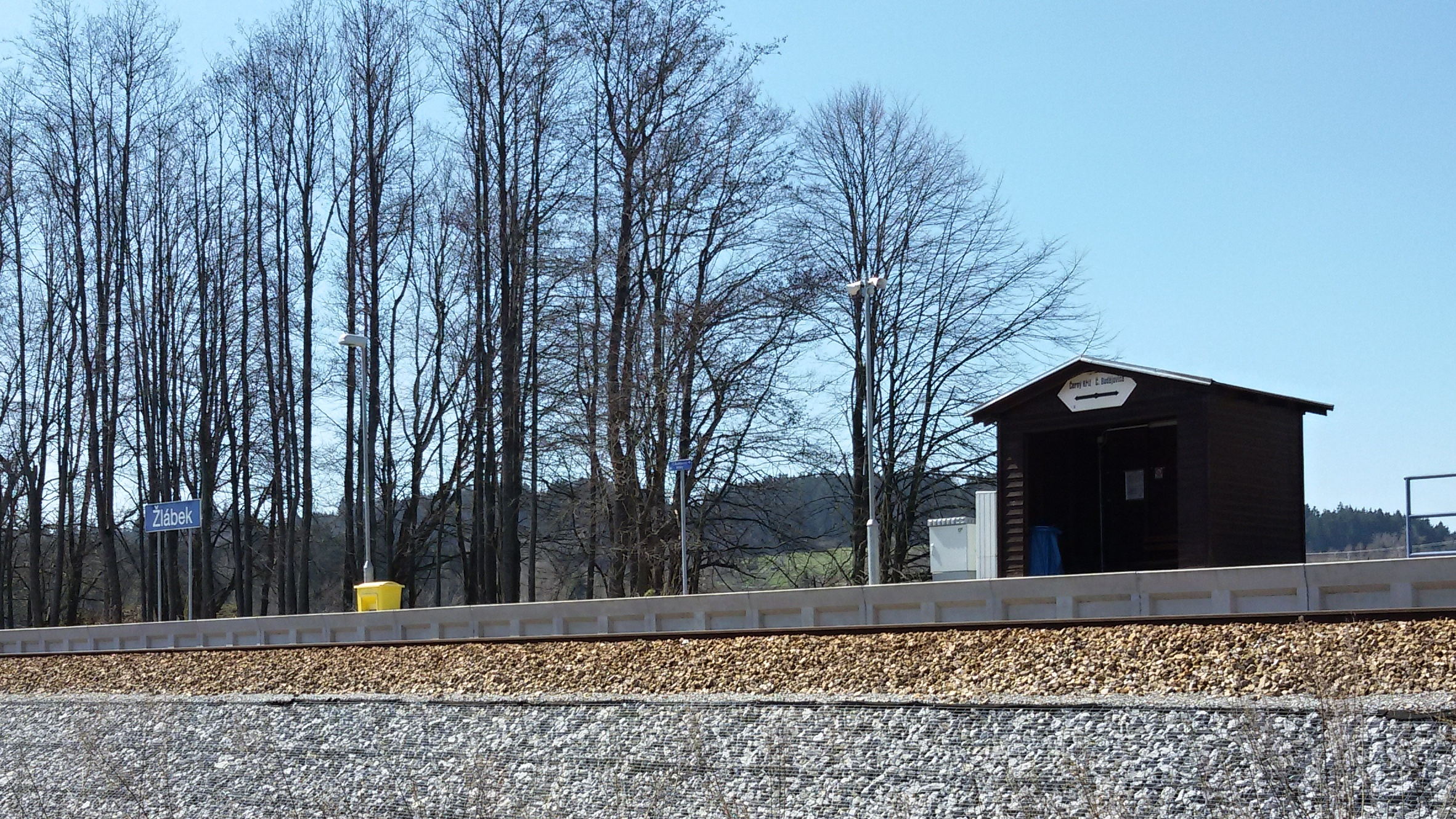
Zastávka Žlábek
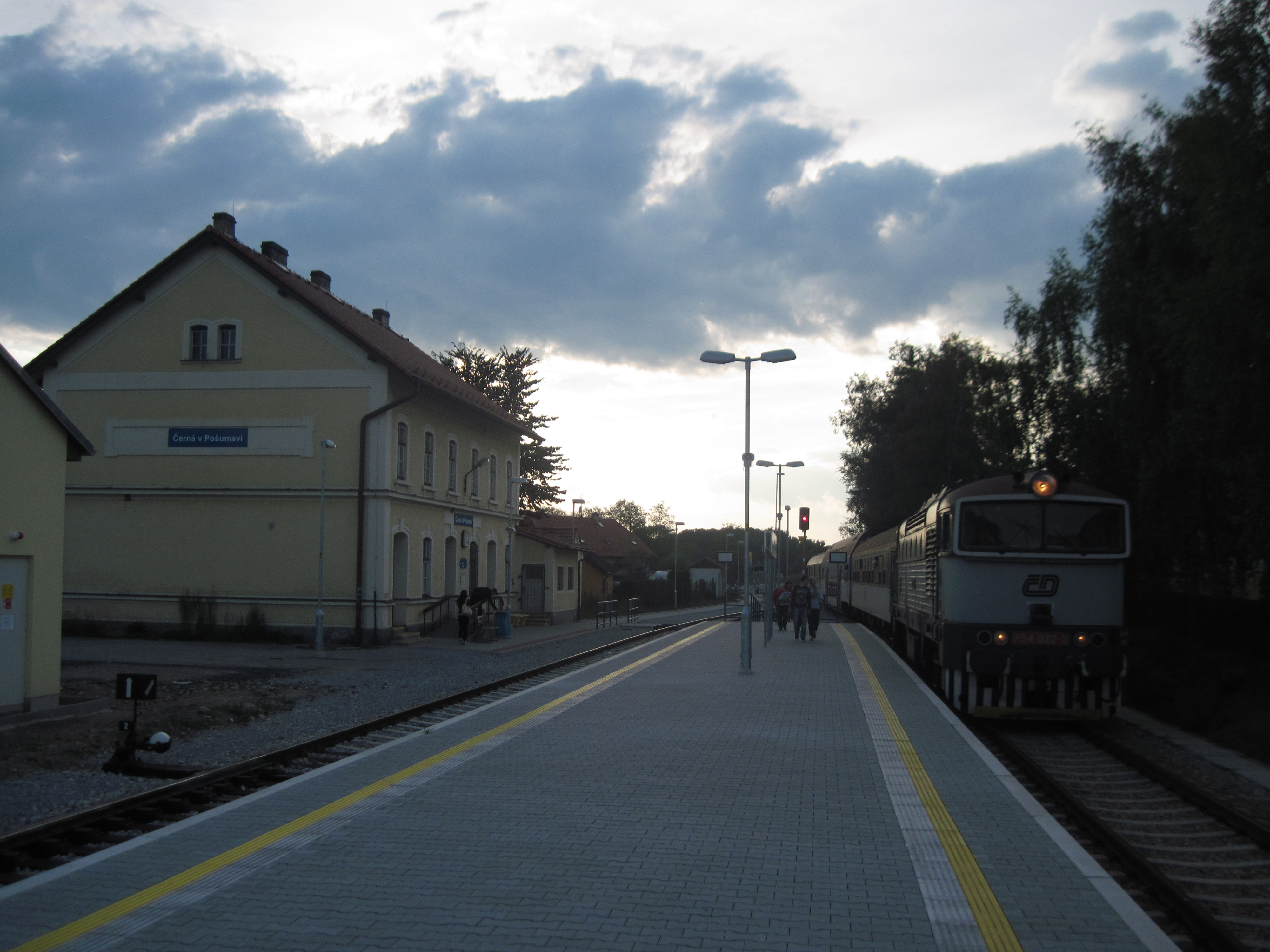
Stanice Černá v Pošumaví ( v Hůrce)
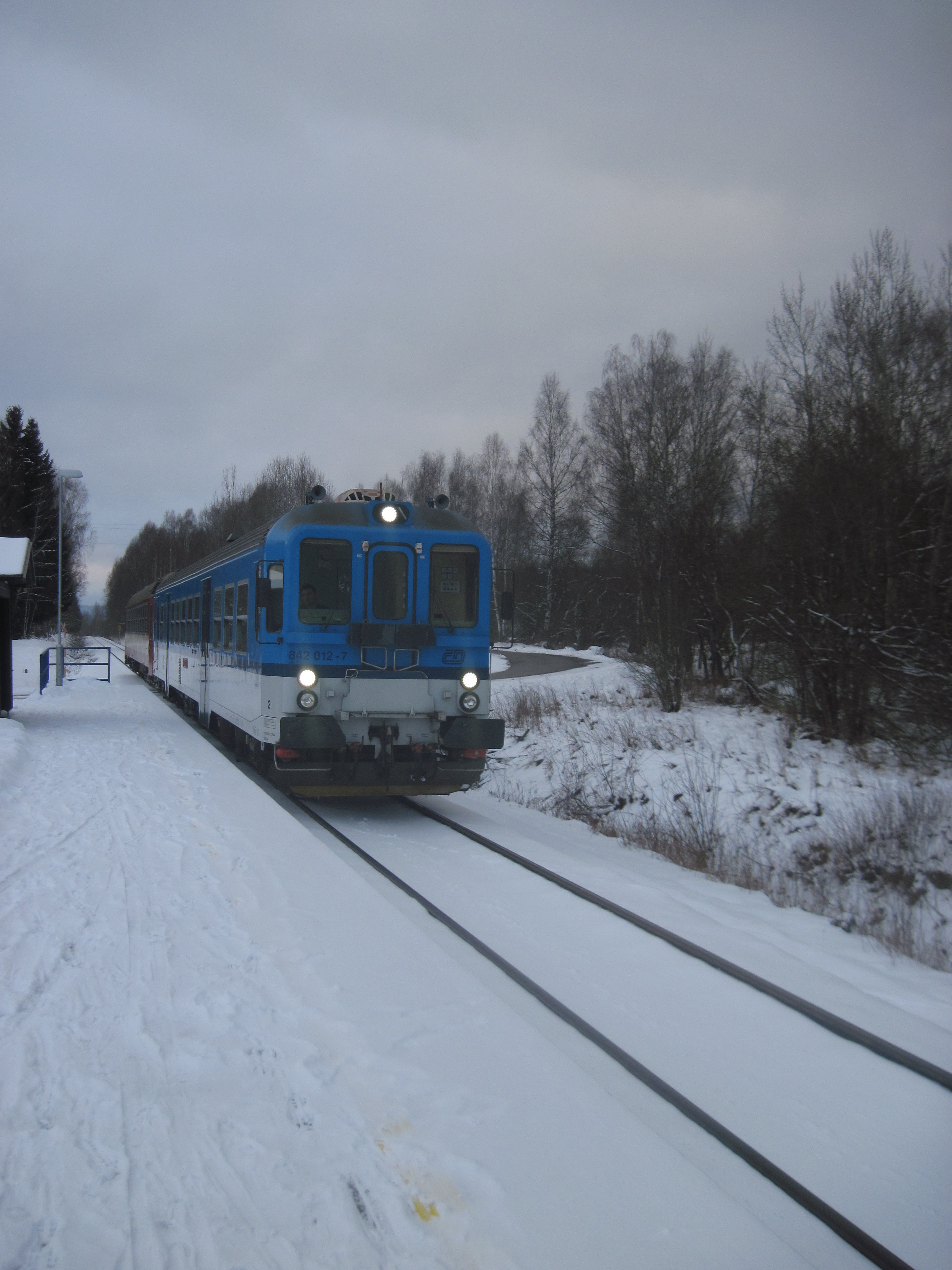
Horní Planá zastávka
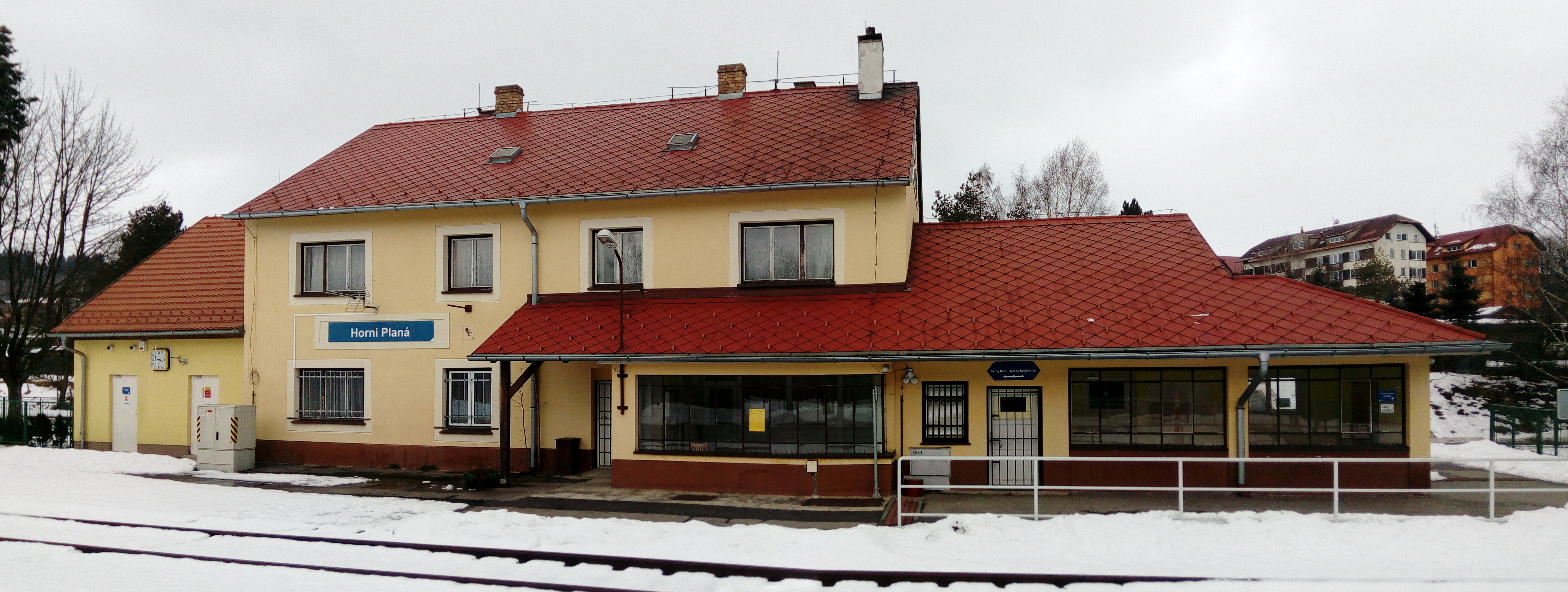
Budova stanice Horní Planá
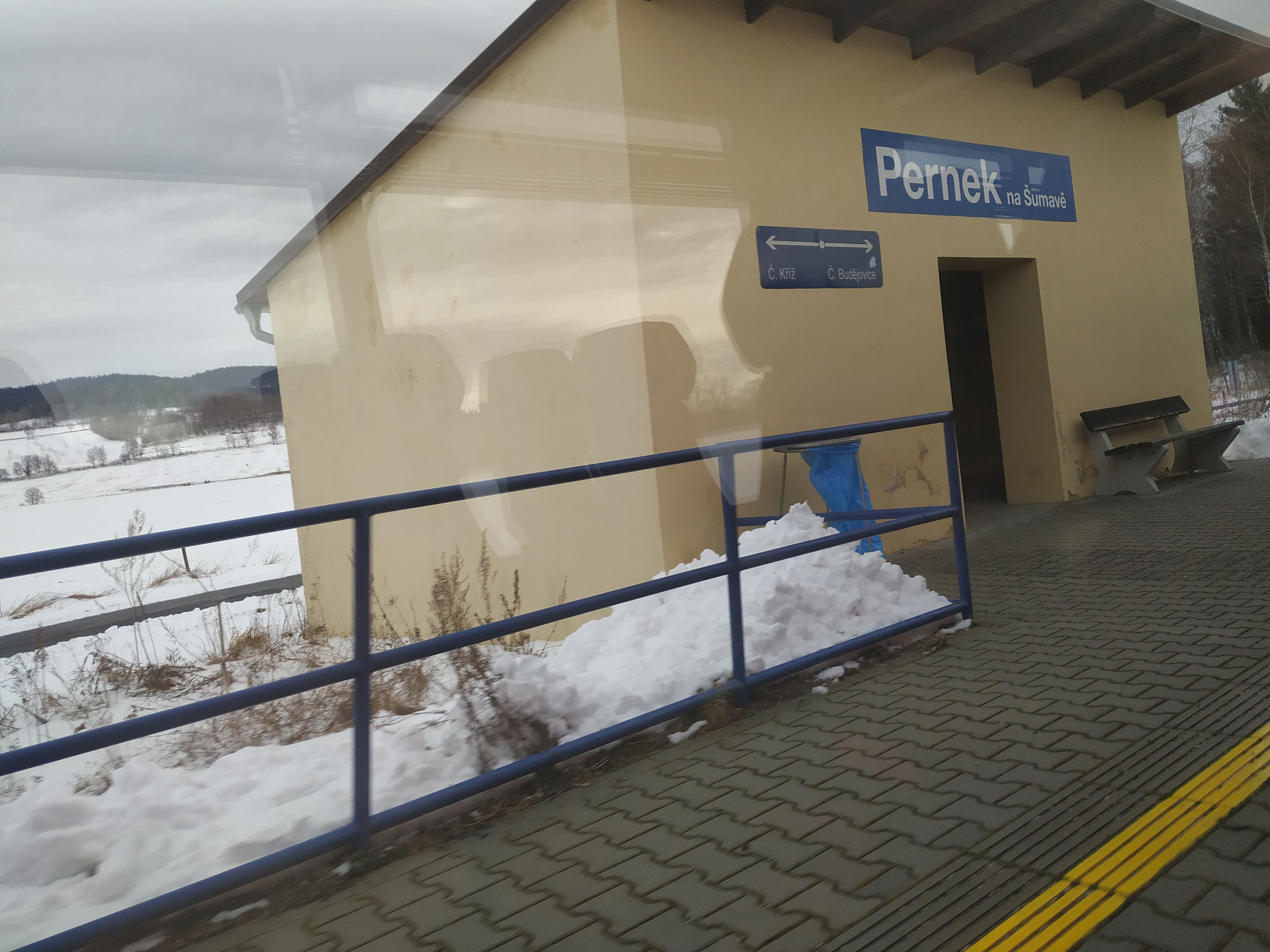
Zastávka Pernek-Hory
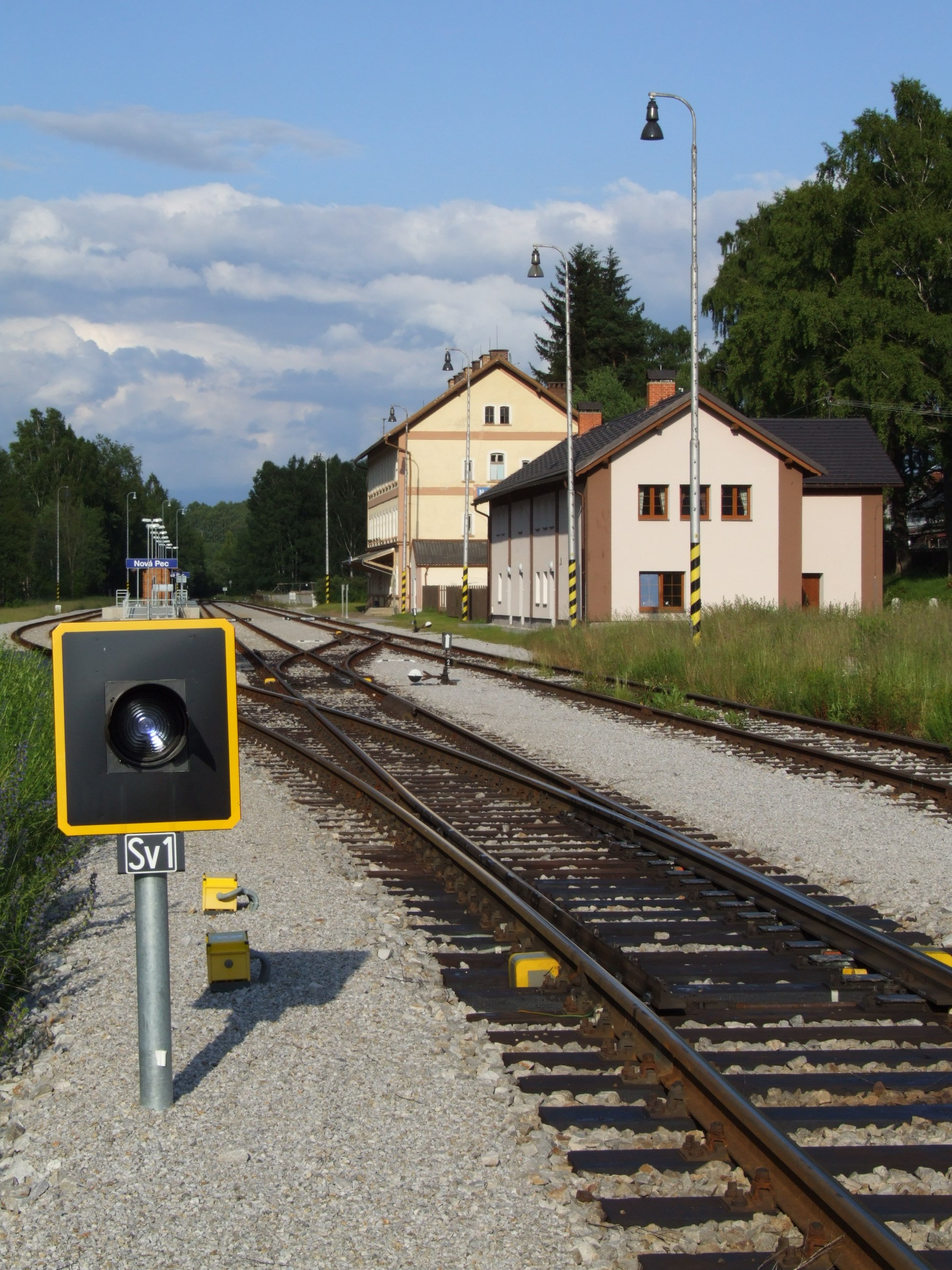
Stanice Nová Pec
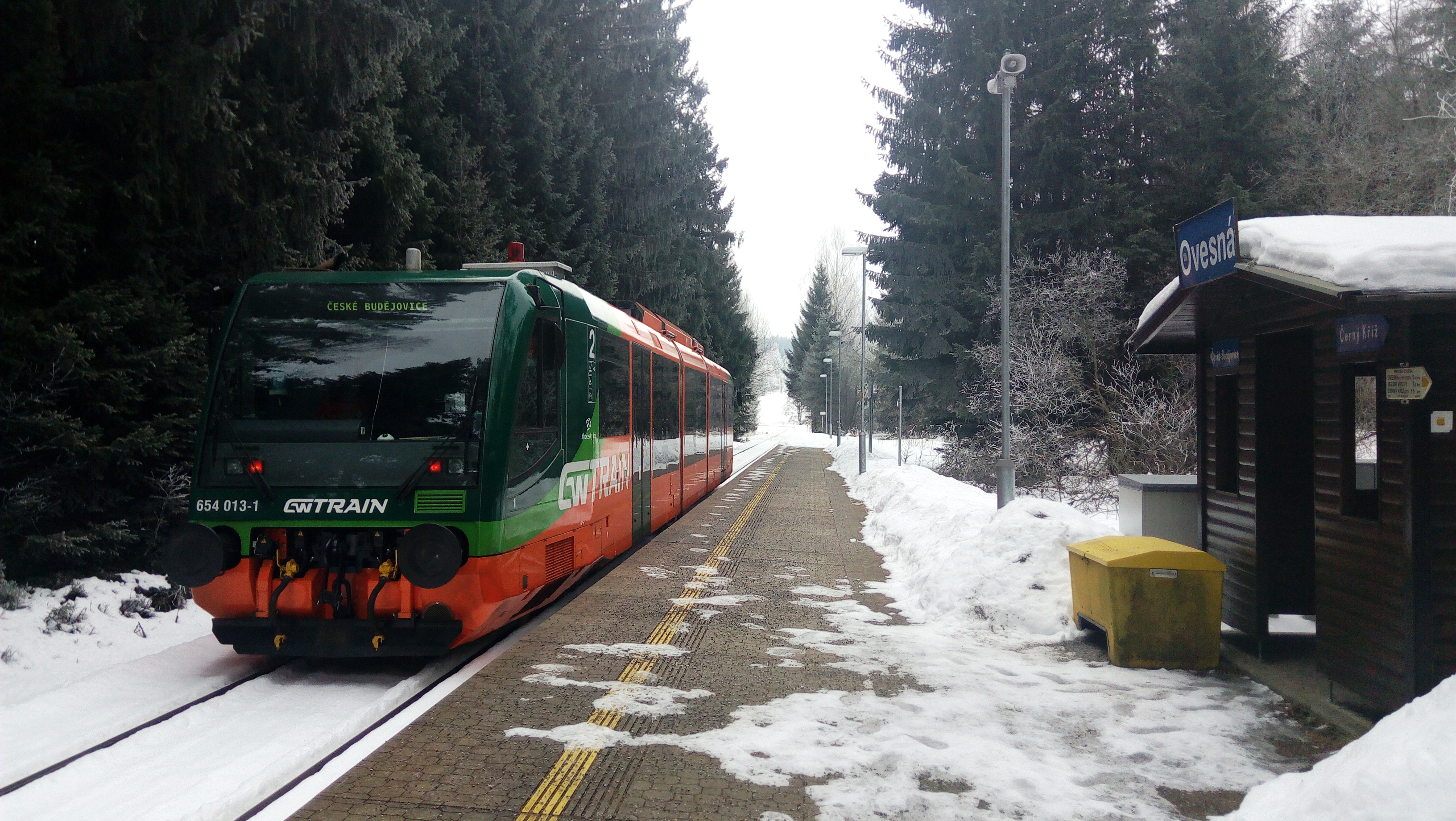
Zastávka Ovesná
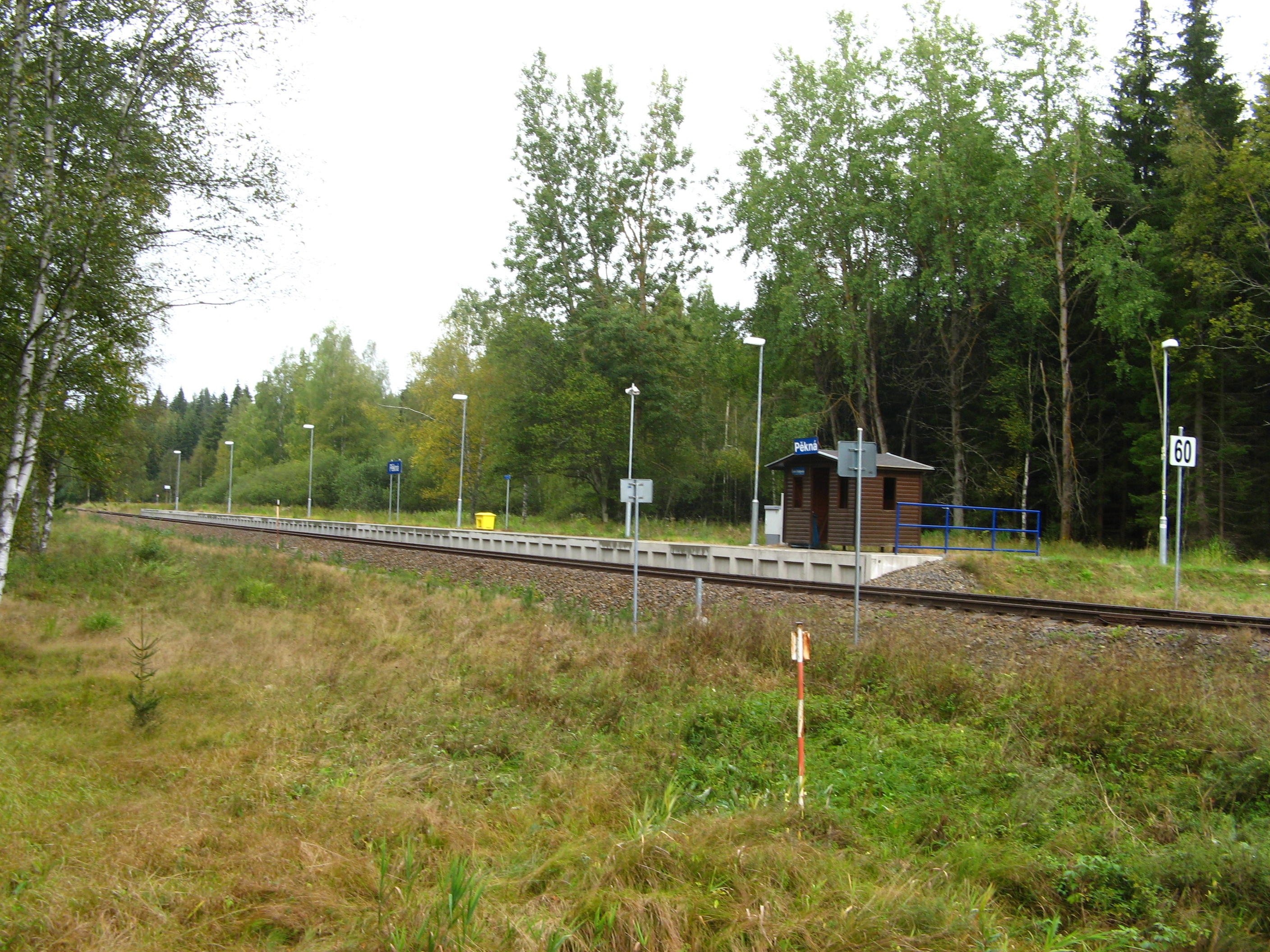
Zastávka Pěkná
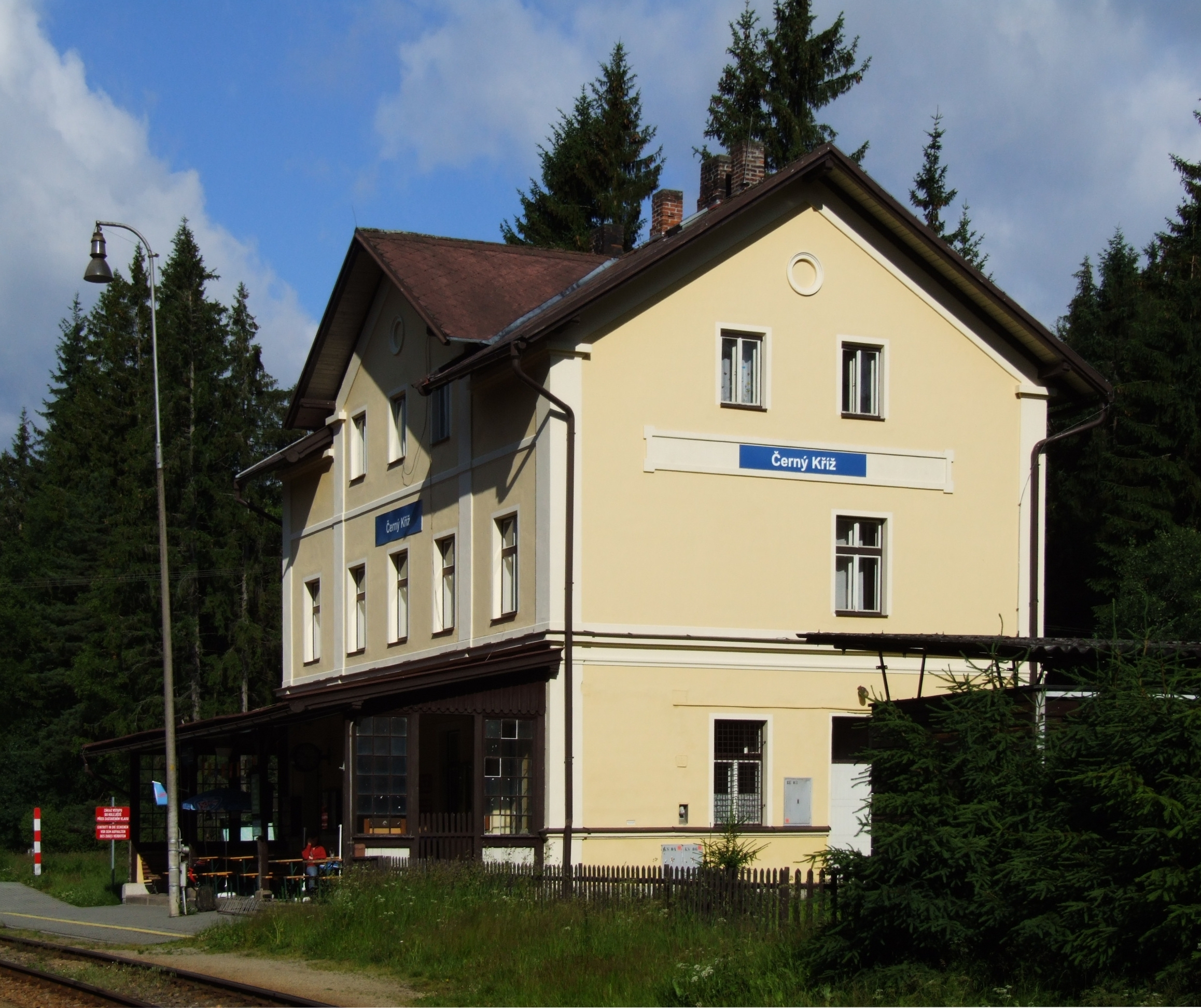
Stanice Černý Kříž

## Vozidla

### Státní dráhy
Státními drahami se rozumí Císařsko-královské státní dráhy, Československé státní dráhy, protektorátní Českomoravské dráhy a České dráhy (ČD), resp. ČD Cargo.
Od zahájení provozu až do konce druhé světové války byly všechny vlaky vedeny lokomotivami 97 kkStB, které byly po zavedení Kryšpínova značení přeznačeny na 310.0, vlaky byly smíšené a složené z dvounápravových vozů. Po válce se pak na trati objevily též lokomotivy řady 423.0, za války se do volarského depa a tedy i na horní úsek této trati dostaly též dvě lokomotivy řady 94.1 DR, které poté v letech 1945–1948 nesly označení ČSD 523.1.
Od 50. let byla vozidla rozdílná na dolním a horním úseku trati (přestupovalo se v Kájově). Na dolním úseku převažovaly klasické soupravy vedené již zmíněnou lokomotivou řady 423.0, nebo 433.0 a složené z vozů řad Be a Bi. Nákladní vlaky byly vedeny týmiž lokomotivami. Na dvou párech vlaků se též objevovaly motorové vozy řad M 131.1 a M 262.0. Na horním úseku byly všechny vlaky vedeny motorovými vozy M 120.4, po jejich vyřazení pak M 131.1 s předválečnými vlečnými vozy. Manipulační vlaky byly vedeny |lokomotivami 423.0, vojenské vlaky pak vozily |lokomotivy 423.0 nebo 433.0. Když se stavěla lipenská přehrada a s ní související přeložka trati, jezdil na trati nákladní vlak vedený lokomotivou 434.2.
Od roku 1964 sloužily ve volarském depu lokomotivy T 444.0, které postupně převzaly veškerou nákladní dopravu na horní trati, nicméně zhruba po pěti letech byly nahrazeny novějšími  T 444.1. Na dolní trati byly po opravě holubovského mostu roku 1967 na nákladní vlaky nasazeny těžší lokomotivy 534.0 a 555.1, na postrku se objevovaly T 435.0. Osobní vlaky vozily stále lokomotivy 354.1.
Začátkem 70. let dojezdily definitivně parní lokomotivy a byly zhruba roku 1973 nahrazeny motorovými T 478.1 a T 478.3 s vozy Bai na osobních vlacích. Nadále jezdily motorové vozy M 262.0, nicméně volarské M 131.1 byly postupně nahrazovány vozy M 152.0 (později přeznačeny 810), které se na trati udržely po řadu let. Na nákladní vlaky na horní trati byly nasazeny lokomotivy T 466.0. Na přelomu 70. a 80. let se postupně motorové vozy M 152.0 rozšířily i na dolní úsek a postupně byly nasazovány na všechny vlaky.
Od roku 1991 začaly opět jezdit na trati přímé vlaky bez přestupu v Kájově. V letech 1995 – 2010 jezdil na trati též rychlík vedený lokomotivou 749 a sestavený z vozů řady B a Ds. Od 90. let do roku 2012 na trati jezdily převážně motorové vozy 810 s vlečnými vozy Btax nebo BDtax a v letním období také vlaky tvořené lokomotivou 749, patrovými vozy Bmto a služebními vozy Ds nebo BDs. Od jízdního řádu 2012/2013 do jízdního řádu 2016/2017 jezdily na většině vlaků motorové vozy 842 s vlečnými vozy Bdtn a v letním období také vlaky tvořené lokomotivou 754, popřípadě 750.7, patrovými vozy Bdmteeo nebo Bmto a služebními vozy Ds nebo BDs, tyto soupravy byly po předání provozu společnosti GW Train Regio přesunuty na trať Veselí nad Lužnicí – České Velenice. Motorové vozy 810 a 814 jezdily pouze na ranních a večerních spojích.
Od JŘ 2016/2017 je v provozu též expres ČD z Prahy do Českého Krumlova (v roce 2017 jezdil v letním období až do Nového údolí), vedený lokomotivou 754 a sestavený v JŘ 2016/2017 – 2018/2019 z vozů Bdpee231, Bee238 a Aee140. V JŘ 2019/2020 – 2023/2024 byly na expresu nasazovány bufetové vozy ARmpee829, dále vozy Bmz a Bbdgmee236 a Bdpee231, od září 2024 již nejsou pravidelně nasazovány vozy Bdpee238.
Manipulační vlaky jsou v současné době[kdy?] vedeny lokomotivami řady 742, 743  nebo 751, vojenské vlaky pak více lokomotivami řad 749 a 751.[zdroj?]

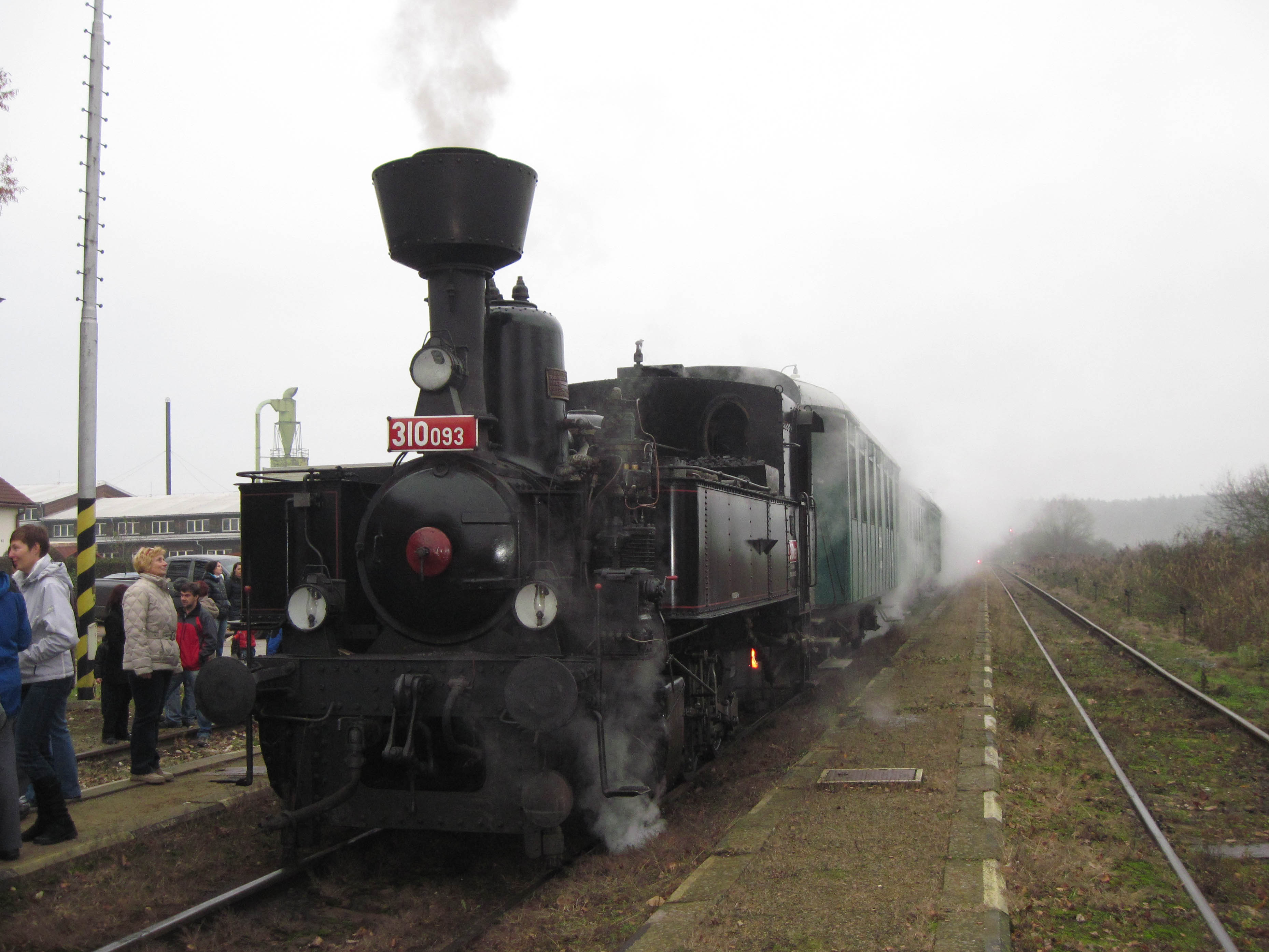
Zvláštní vlak vedený lokomotivou 310.093 u příležitosti oslav 120. výročí trati České Budějovice - Kájov
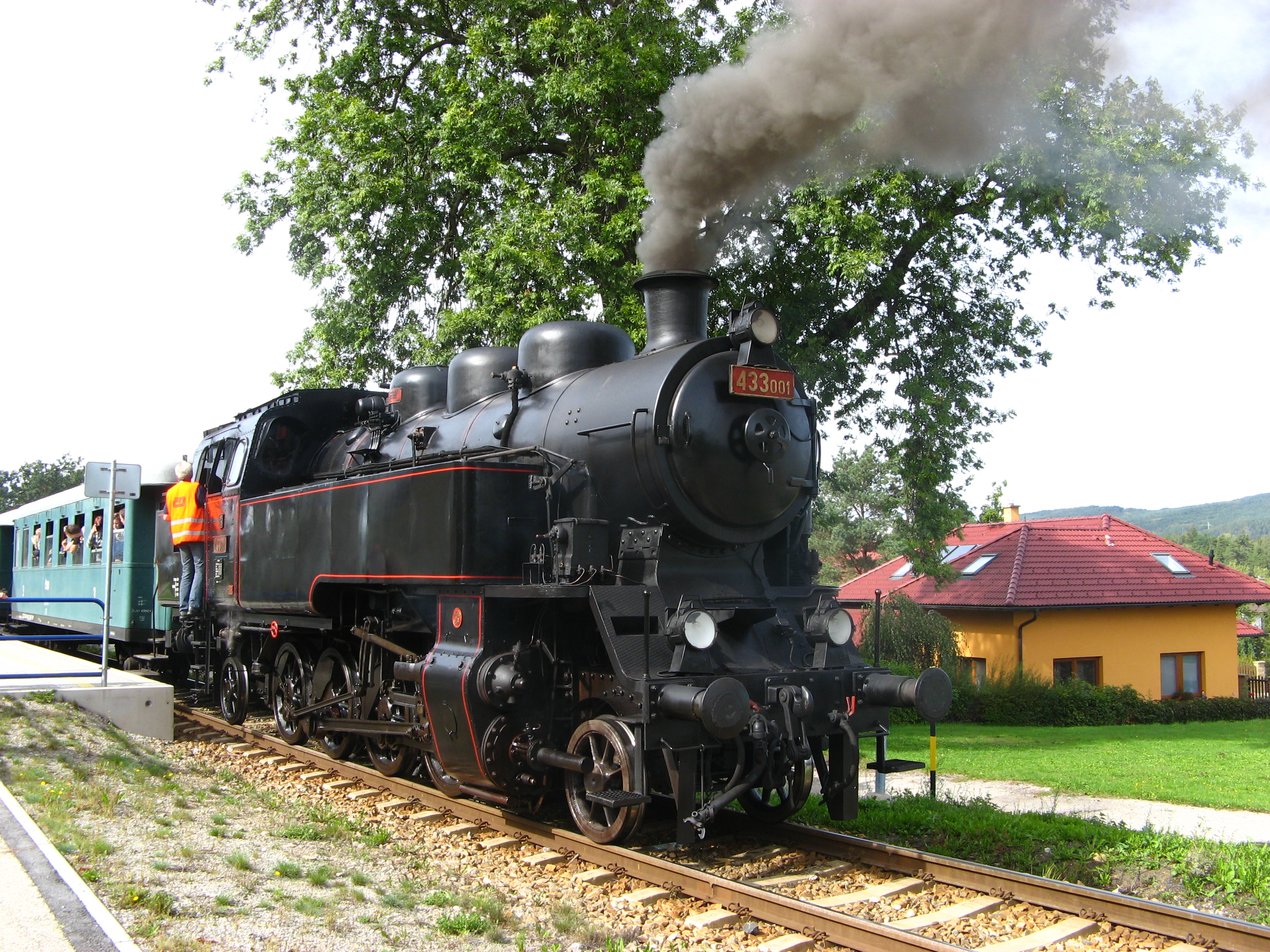
Zvláštní vlak u příležitosti Národního dne železnice 2018 vedený lokomotivou 433.001 v zastávce Holubov
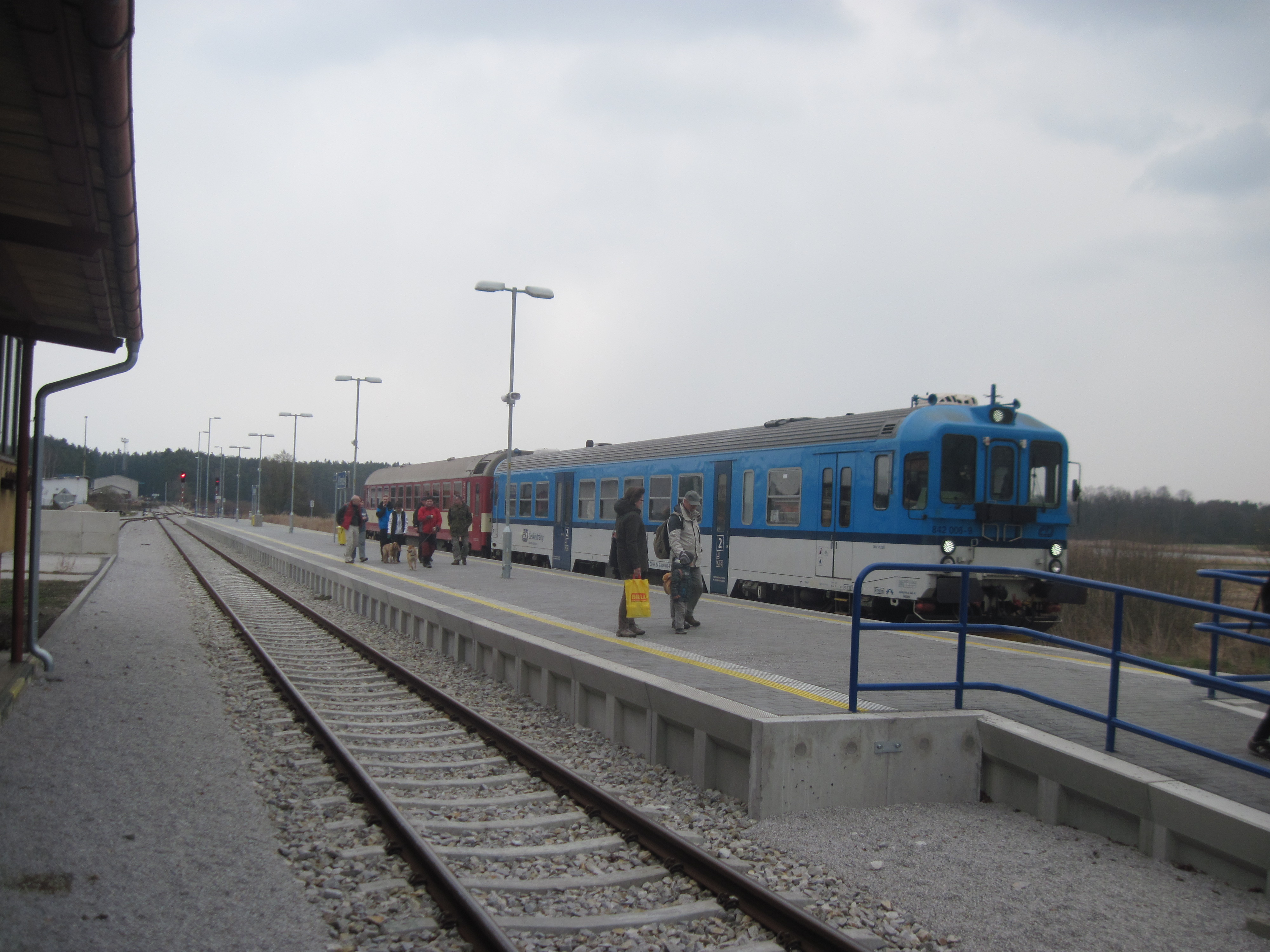
Osobní vlak vedený motorovým vozem 842 ve stanici Křemže
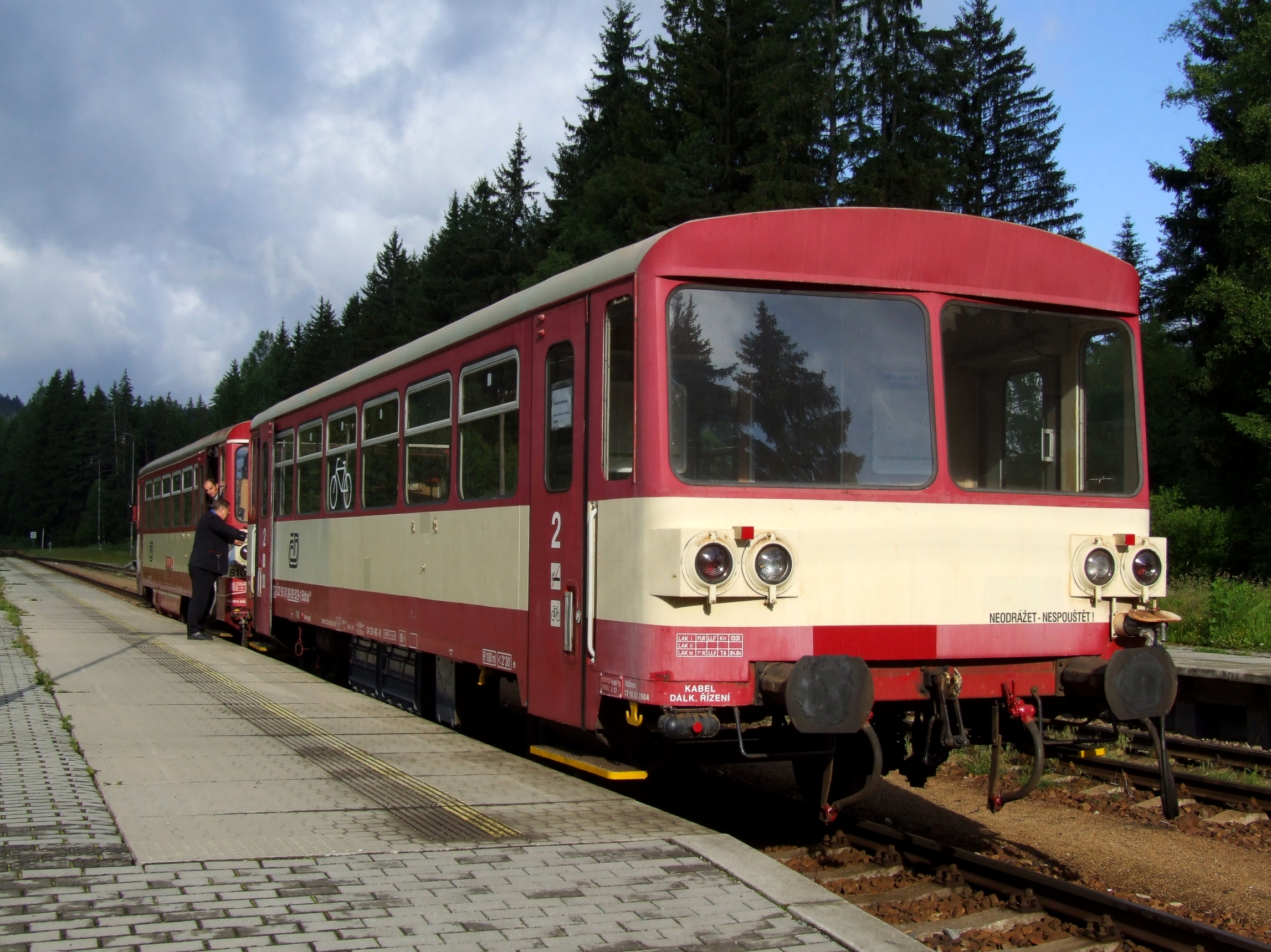
přípojný vůz Bdtax ve stanici Černý Kříž
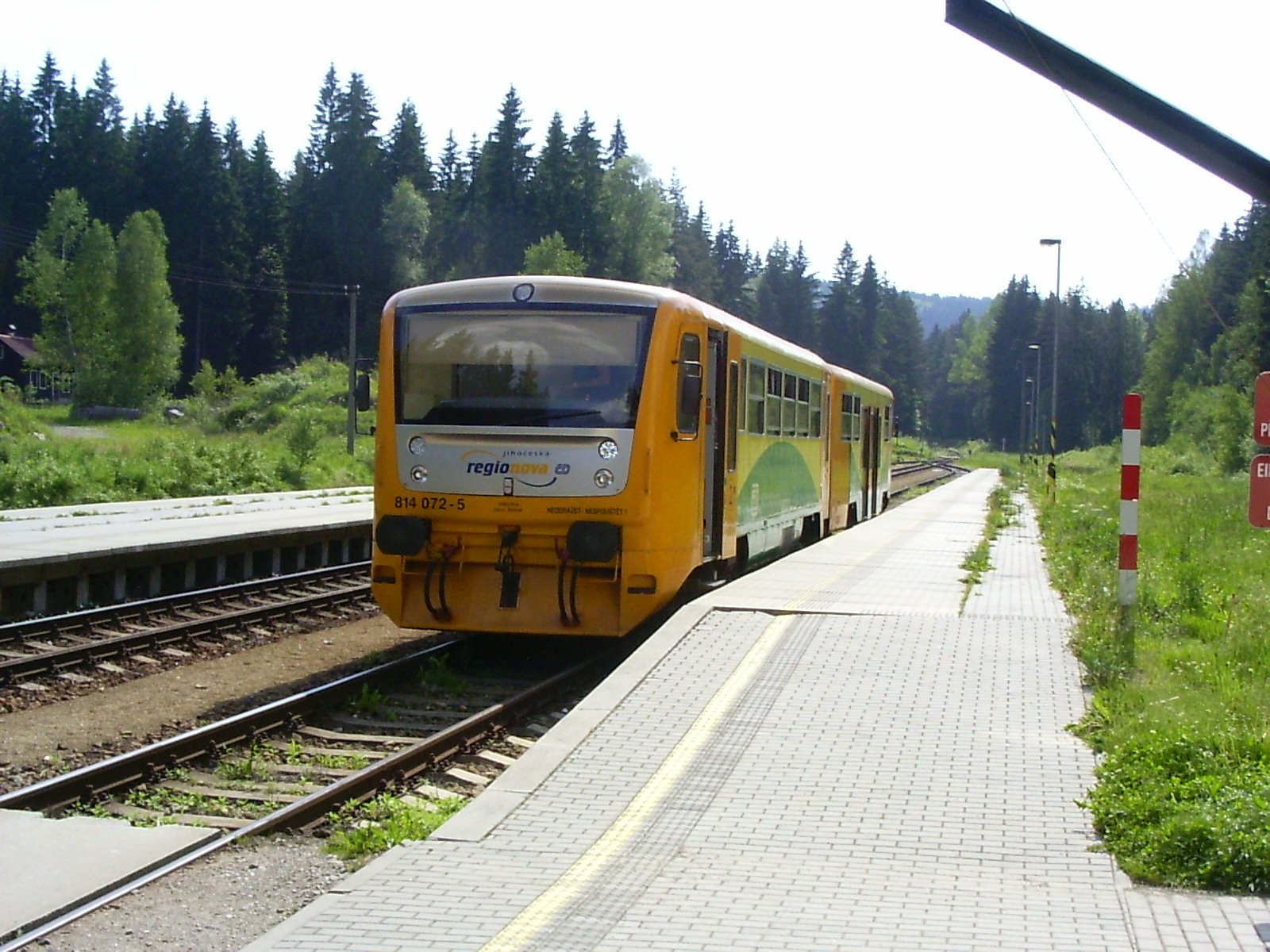
motorová jednotka 814 ve stanici Černý Kříž
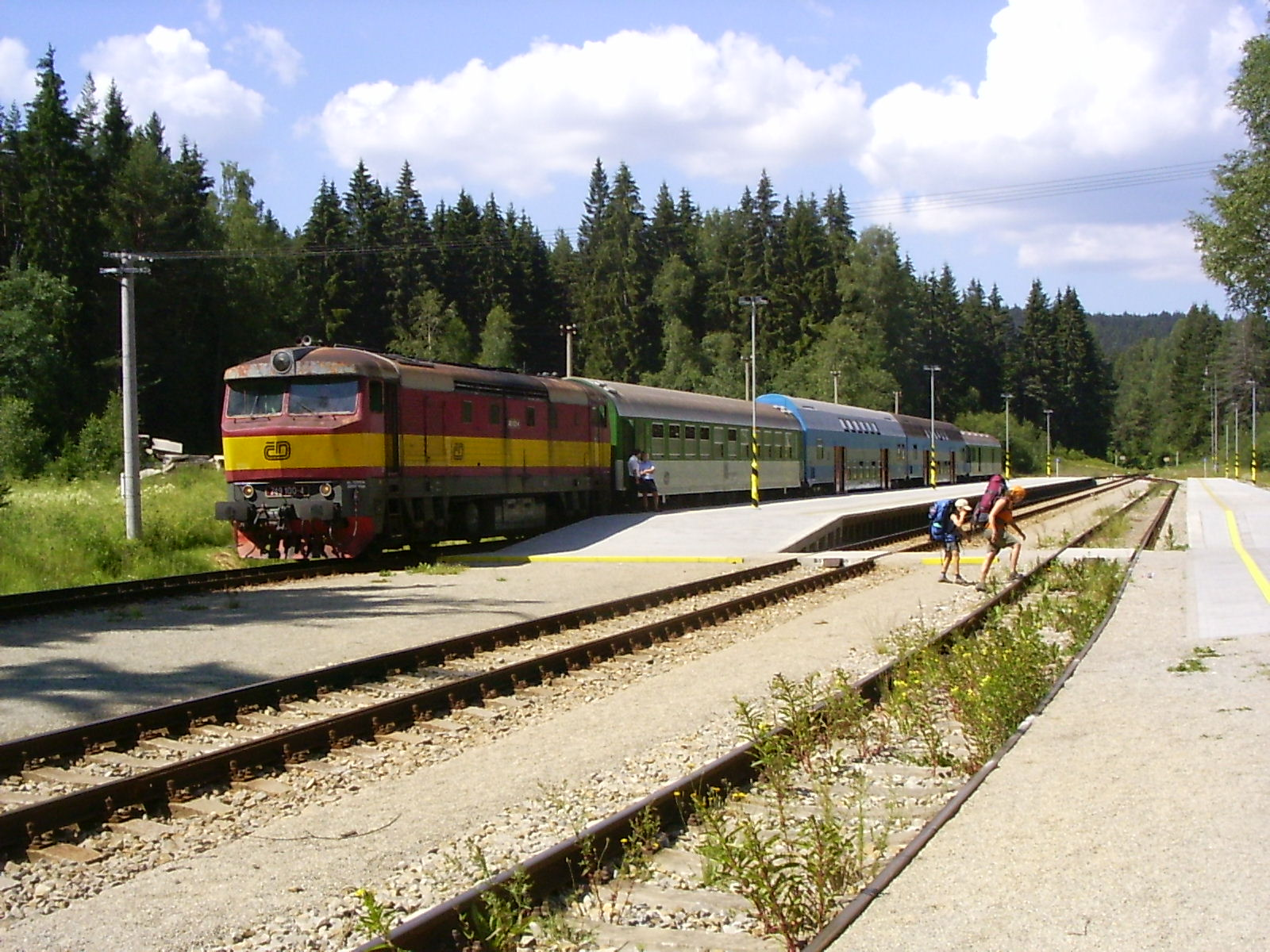
lokomotiva 749 s patrovými vozy Bmto, vozem Bdt a vozem Ds ve stanici Černý Kříž
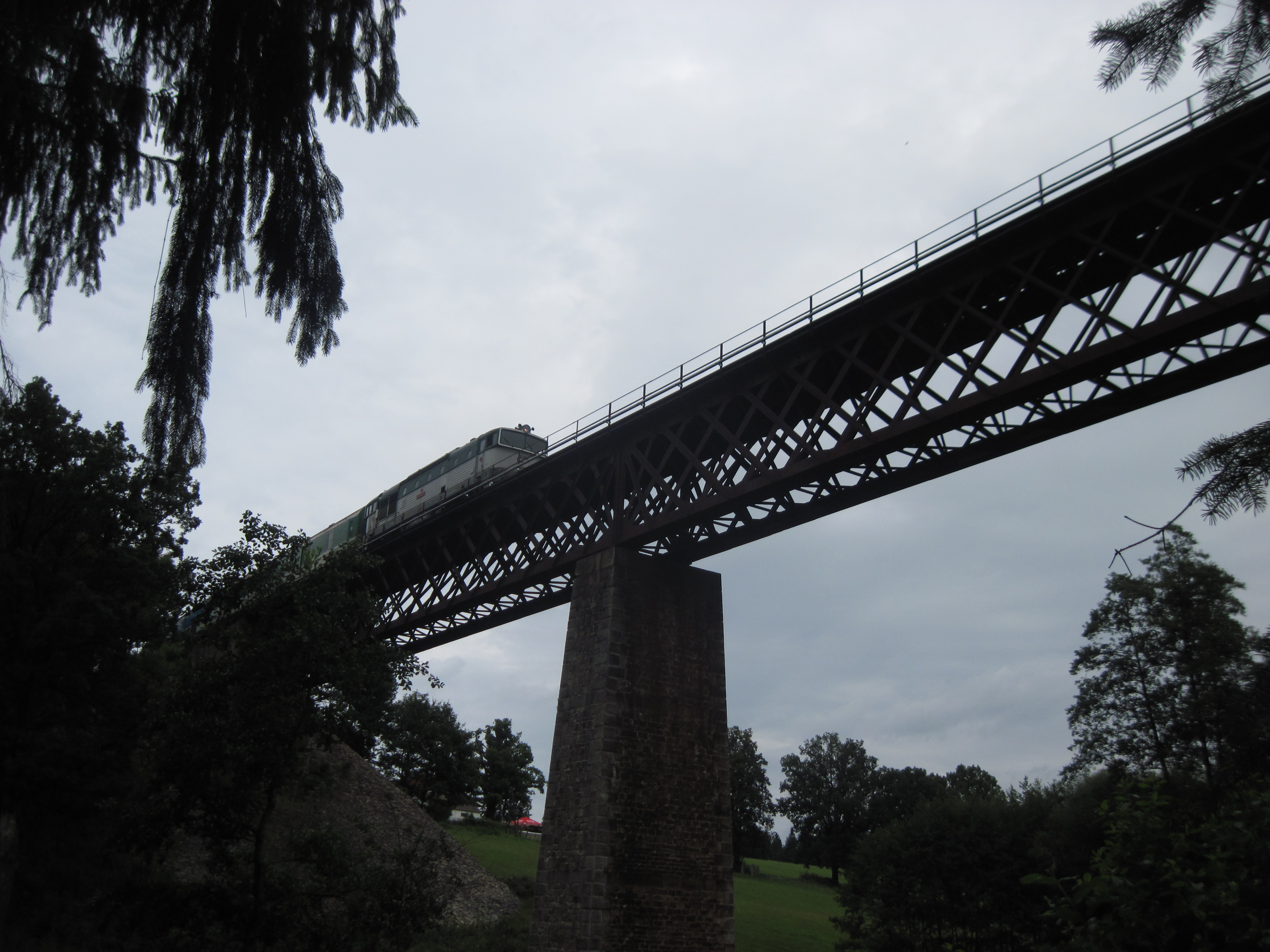
Osobní vlak tažený lokomotivou 754 na viaduktu u Holubova
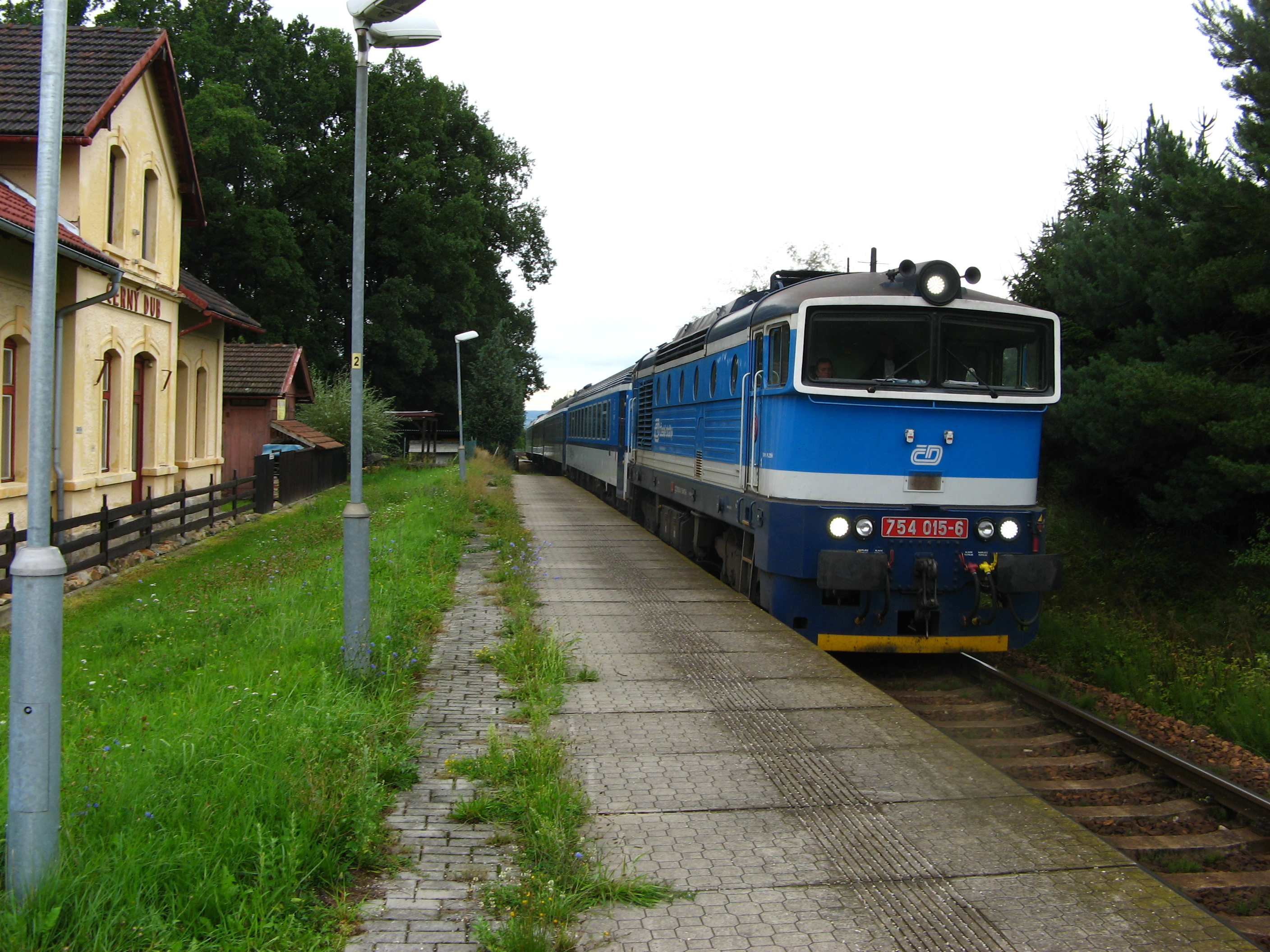
Expres ČD (mimořádně zastavuje jako osobní vlak z důvodu větrné smršti)
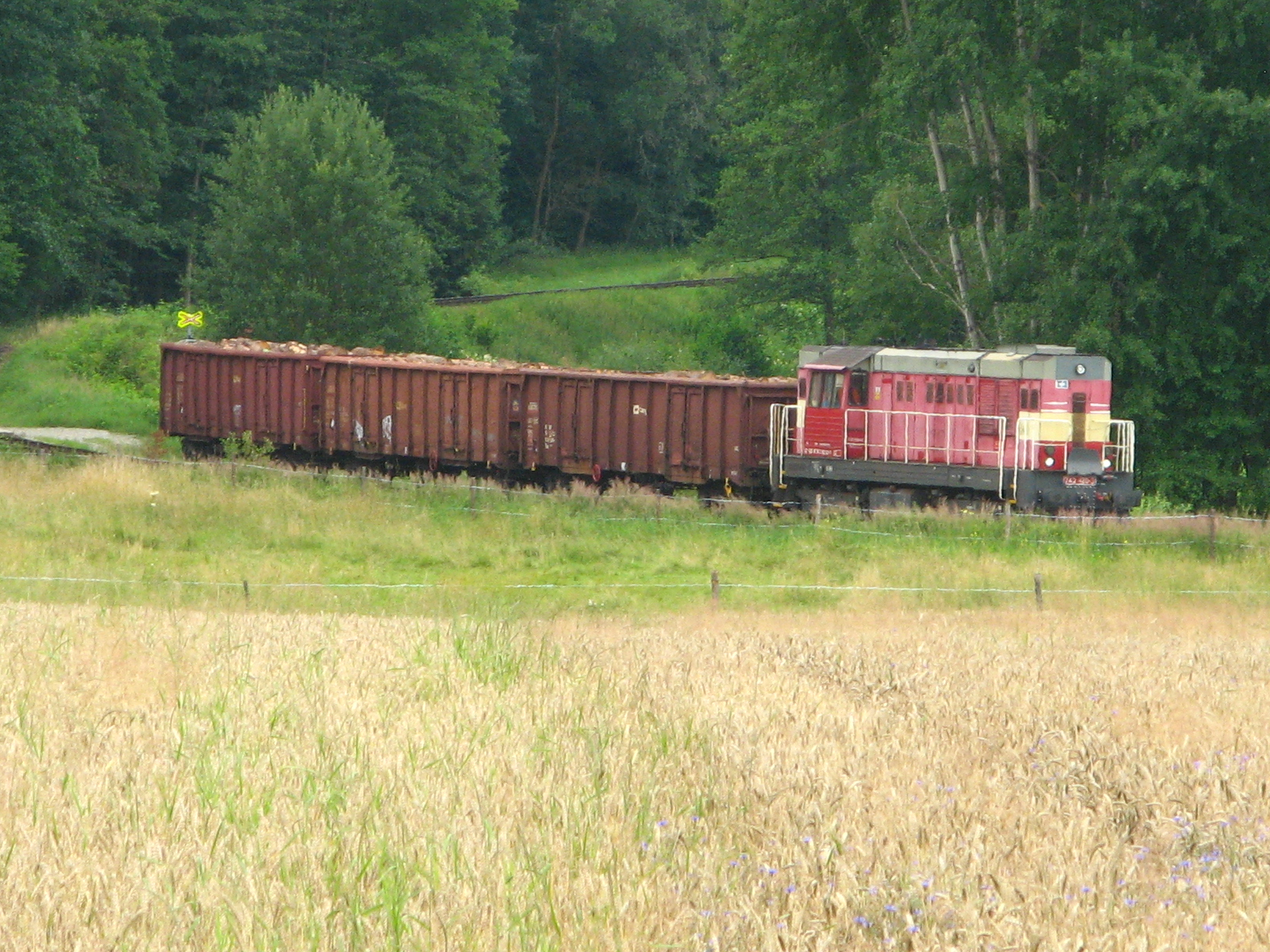
Manipulační vlak vedený lokomotivou řady 742

### GW Train Regio
Od 10. prosince 2017 zajišťuje provoz všech osobních vlaků GW Train Regio a to motorovými vozy 818, zvanými RegioSprinter[ve zdroji nenalezeno] a motorovými jednotkami 845. Zejména na přidaném páru vlaků ráno z Kájova do Českých Budějovic a odpoledne zpět je pak nasazován částečně rekonstruovaný motorový vůz 810, případně motorový vůz 816 nebo motorová jednotka 814.[zdroj?] V letním období jsou na vlacích řazeny též vozy na kola, jež byly vyrobeny z poštovních vozů. Na podzim 2022 se na trati objevily též motorové vozy německé řady 650, respektive české řady 841 (Stadler Regio-Shuttle RS1).Jednotky 818 nesly nejprve německou řadu 654, jednotky 845 pak německou řadu 628, na jaře 2023 byly postupně přeznačeny na české řady. Ve vlacích vedených vozy 841/650, 818/654 a 810, 814 či 816 je zaveden samoobslužný způsob odbavení, v letním období jezdí průvodčí na všech vlacích.[zdroj?]

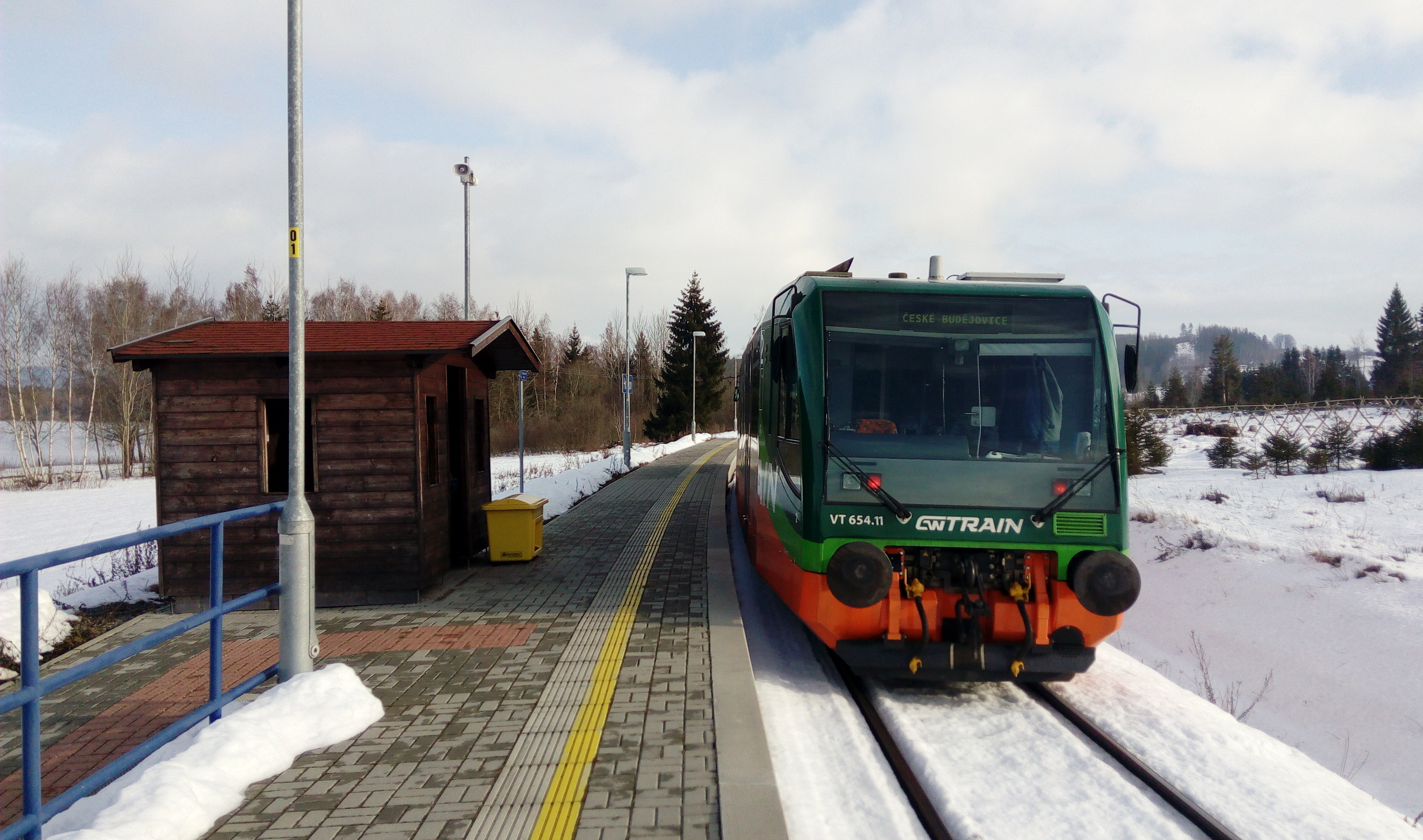
Motorový vůz 818 (RegioSprinter; dříve německá řada 654) společnosti GW Train Regio v zastávce Hodňov
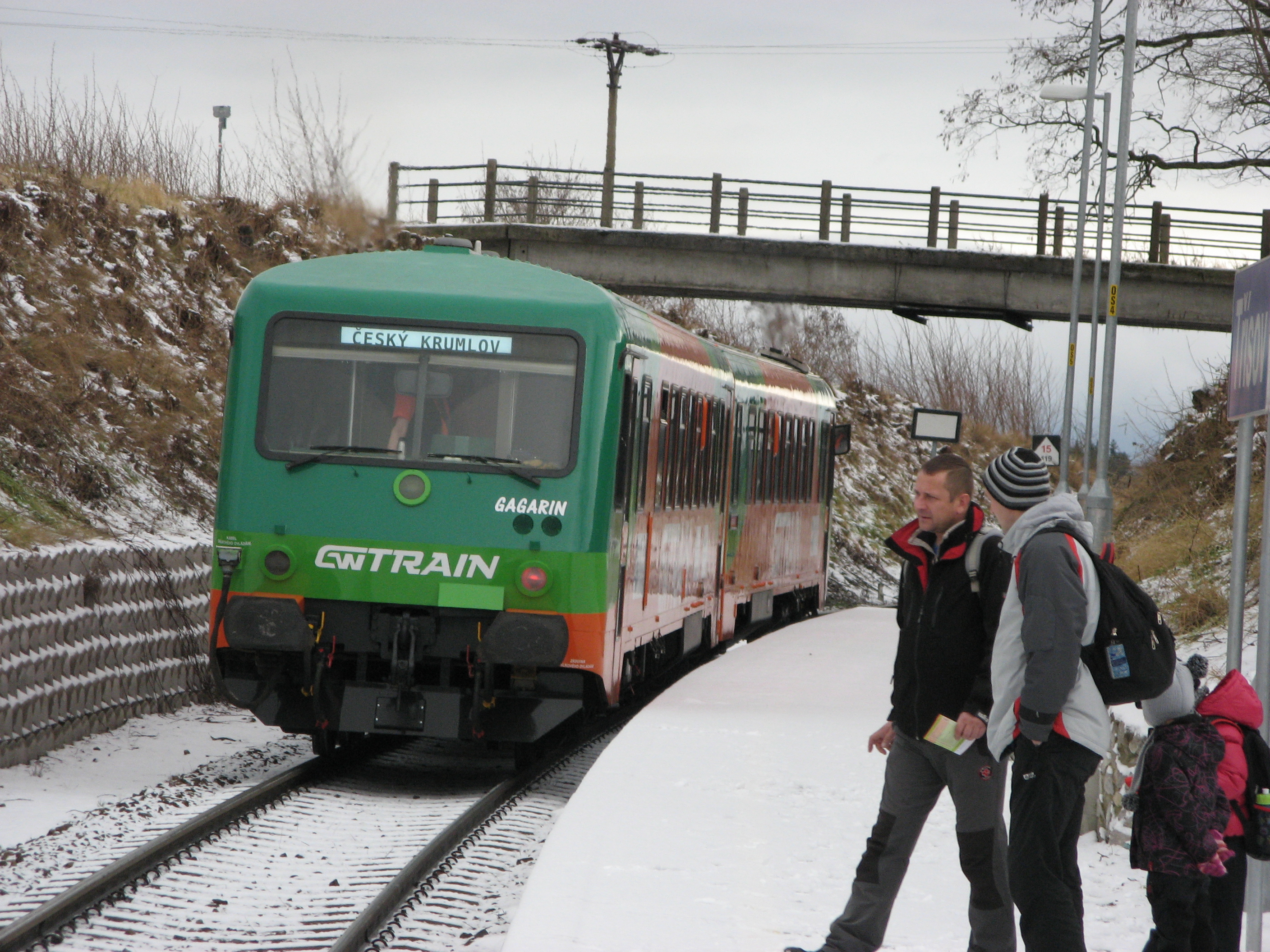
Motorový vůz 845 (dříve německá řada 628) opouští zastávku Třísov
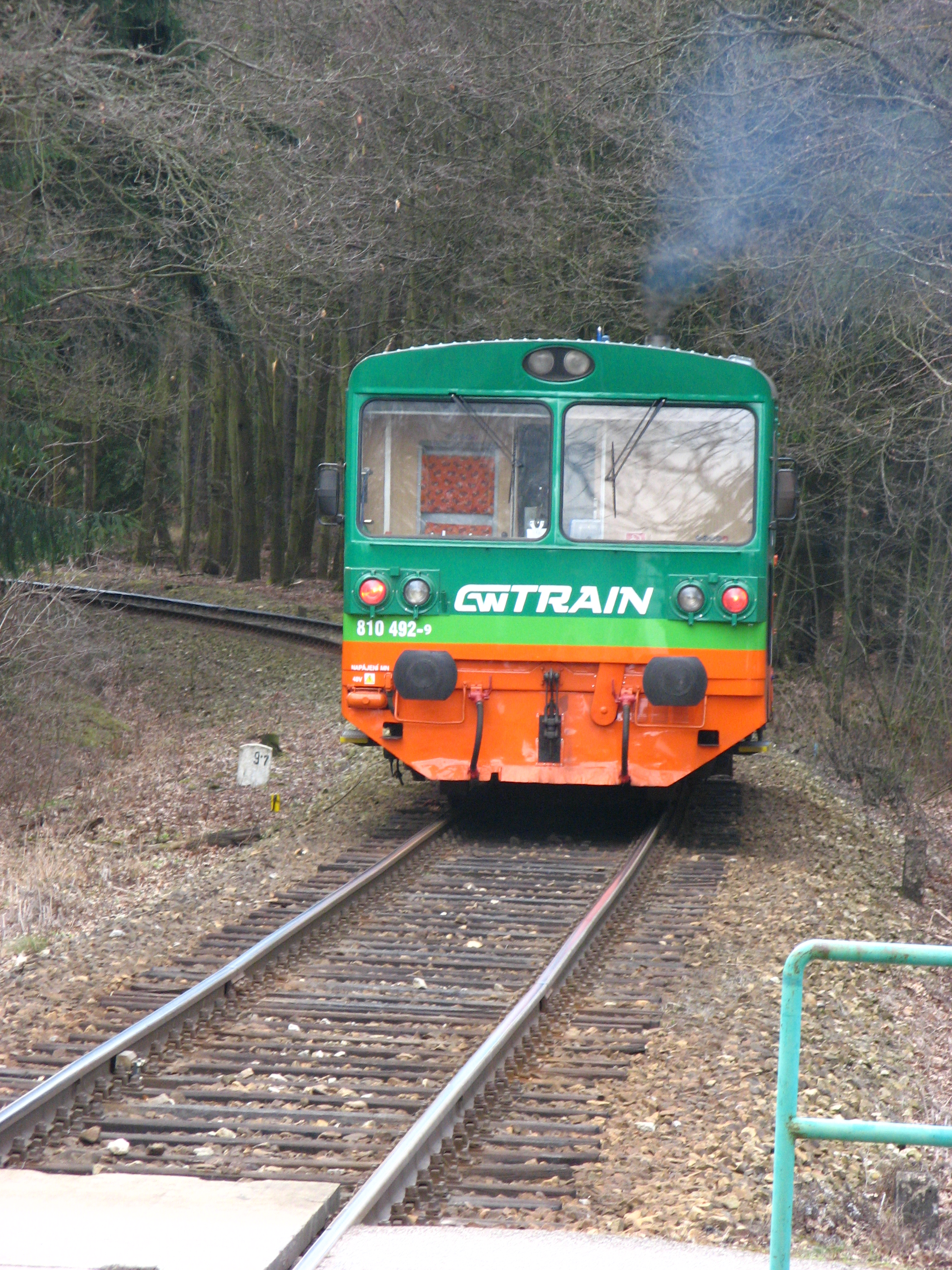
Motorový vůz 810 společnosti GW Train Regio odjíždí ze zastávky Hradce
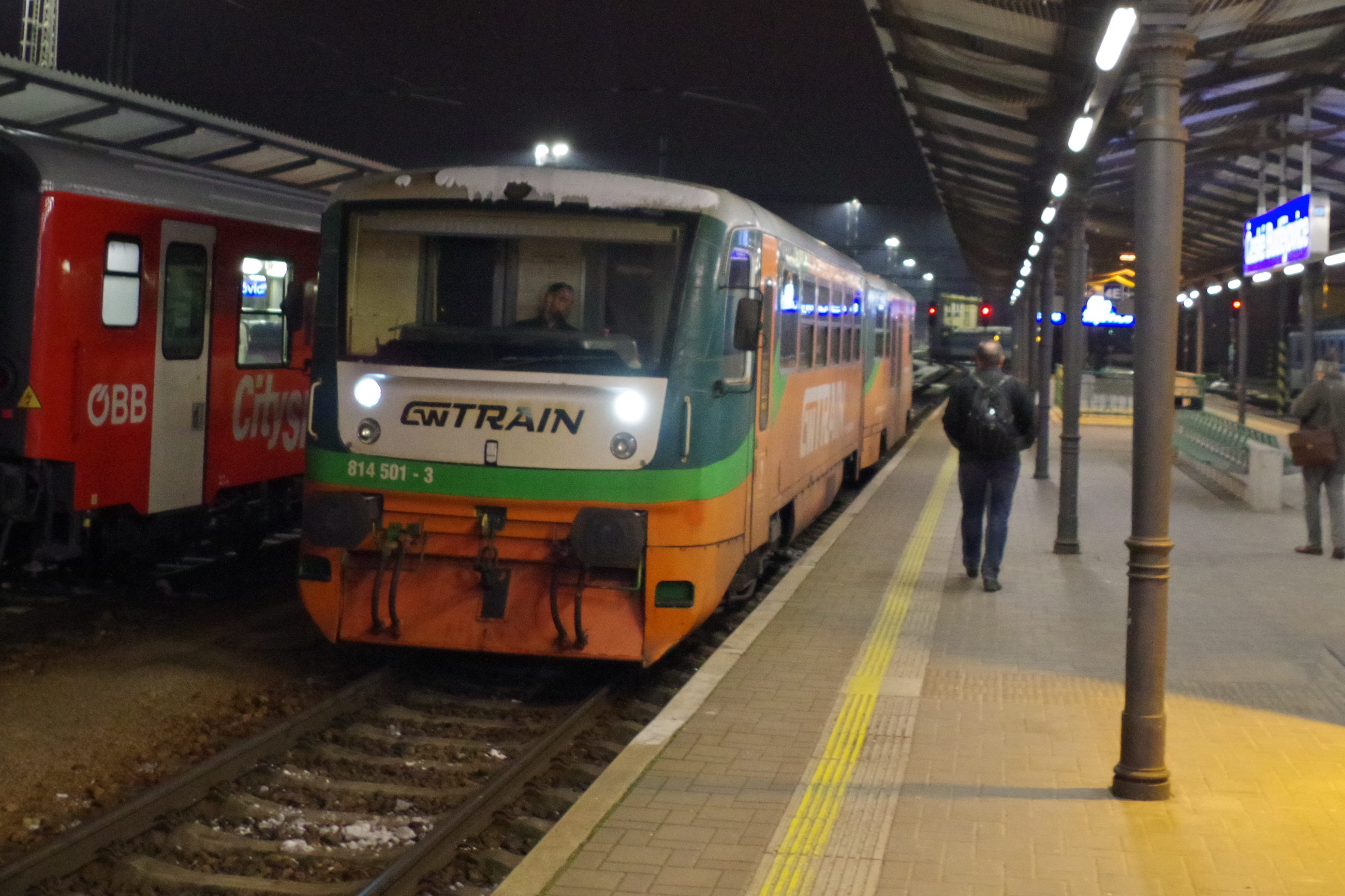
Motorová jednotka 814 GWTR ve stanici České Budějovice
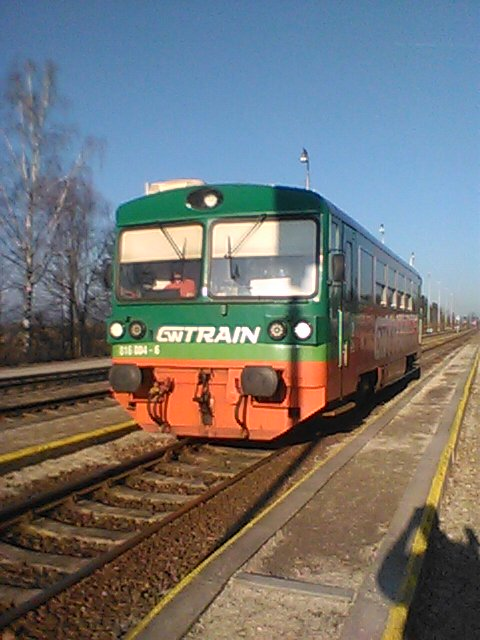
Motorový vůz 816 ve stanici Boršov nad Vltavou
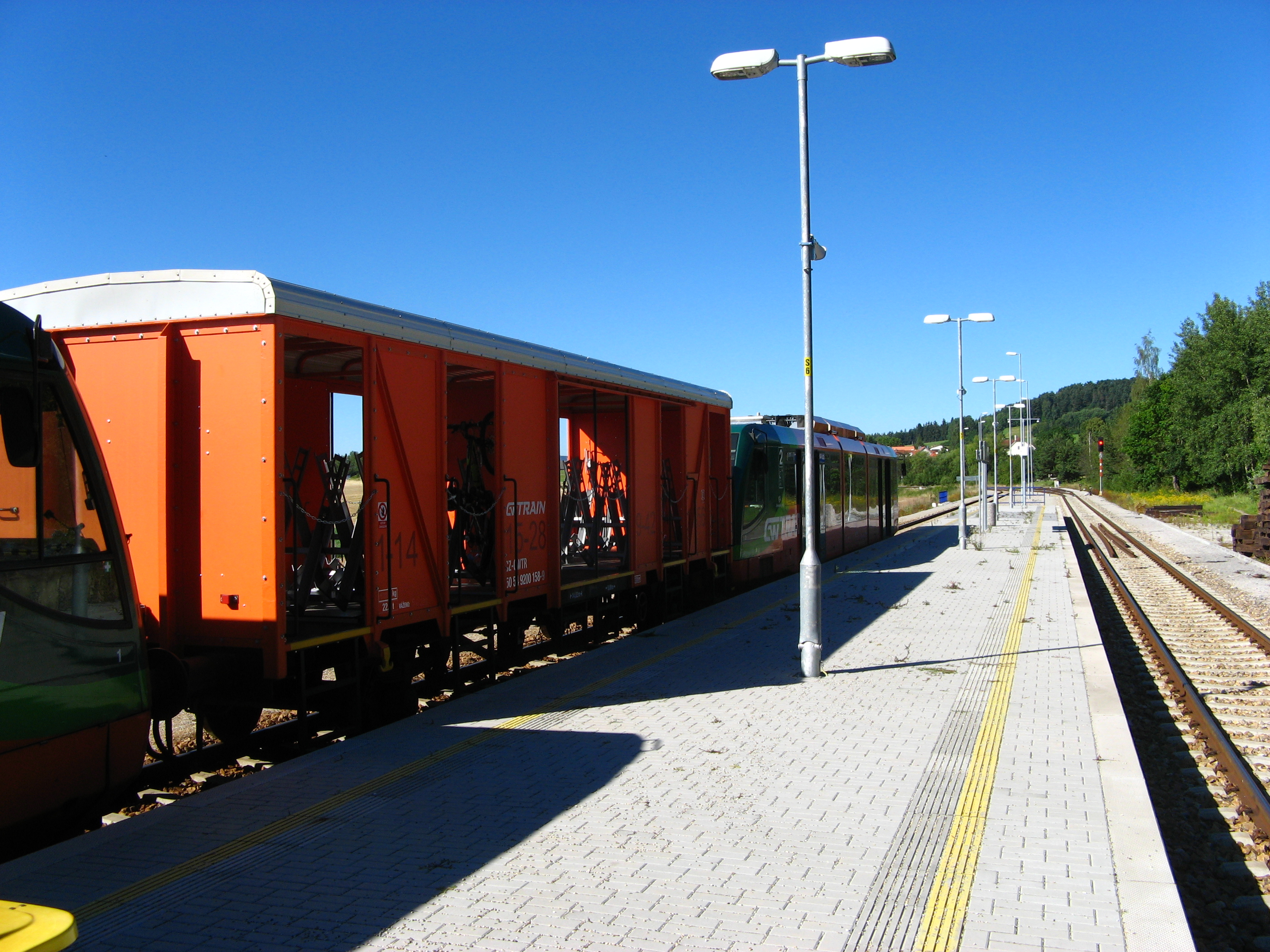
Cyklovůz GWTR mezi motorovými vozy 654 ve stanici Zlatá Koruna
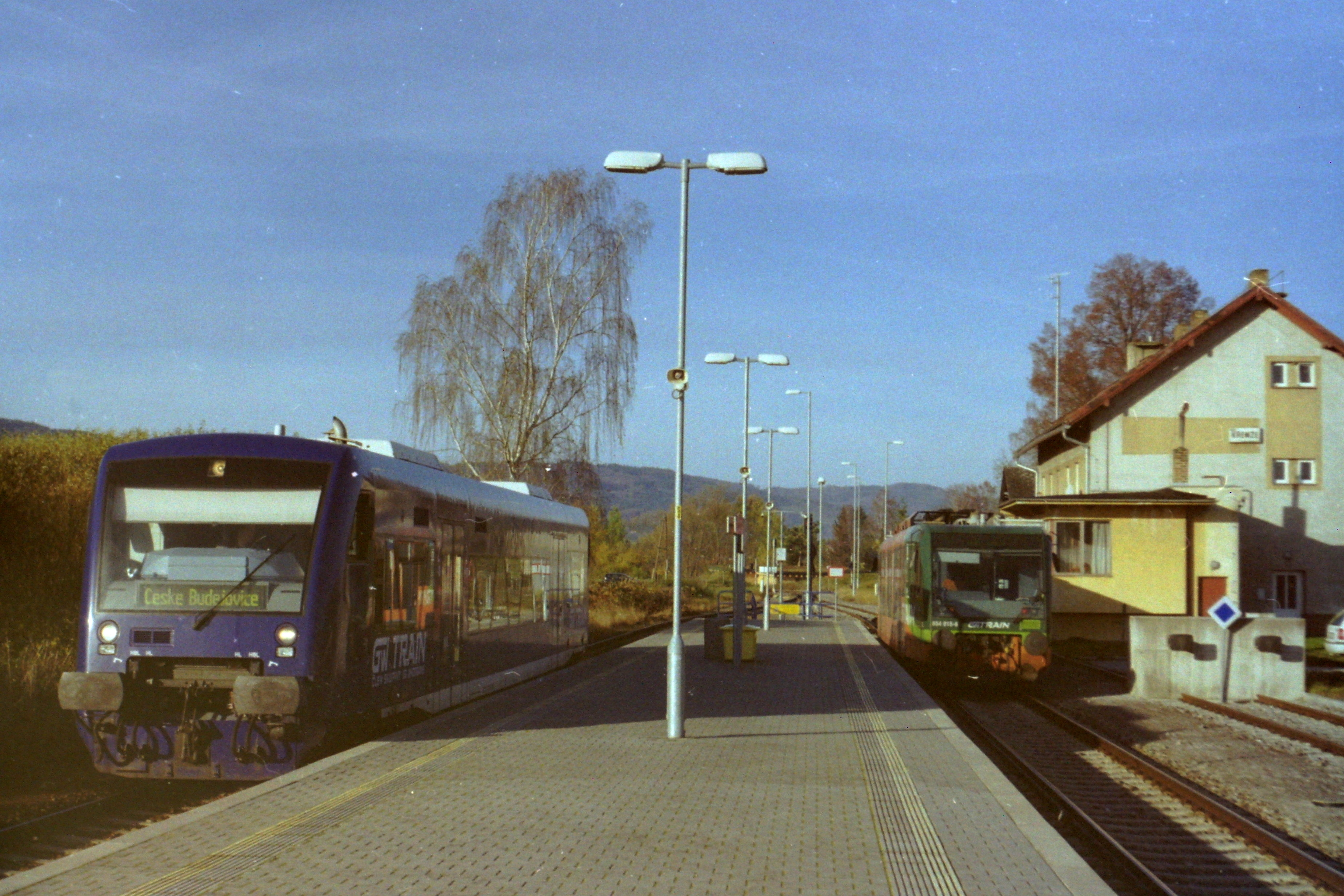
Motorový vůz německé řady 650 (Stadler RS1) se křižuje s vozem 654 ve stanici Křemže

### Arriva vlaky
V JŘ 2016/2017 provozovala společnost ARRIVA vlaky expres z Prahy do Nové Pece vedený motorovou jednotkou 845, který jezdil pouze v sobotu a neděli, v JŘ 2017/2018 byl sice jeho provoz zahájen od 2. června, nicméně od 10. června byl změnou jízdního řádu opět ukončen.

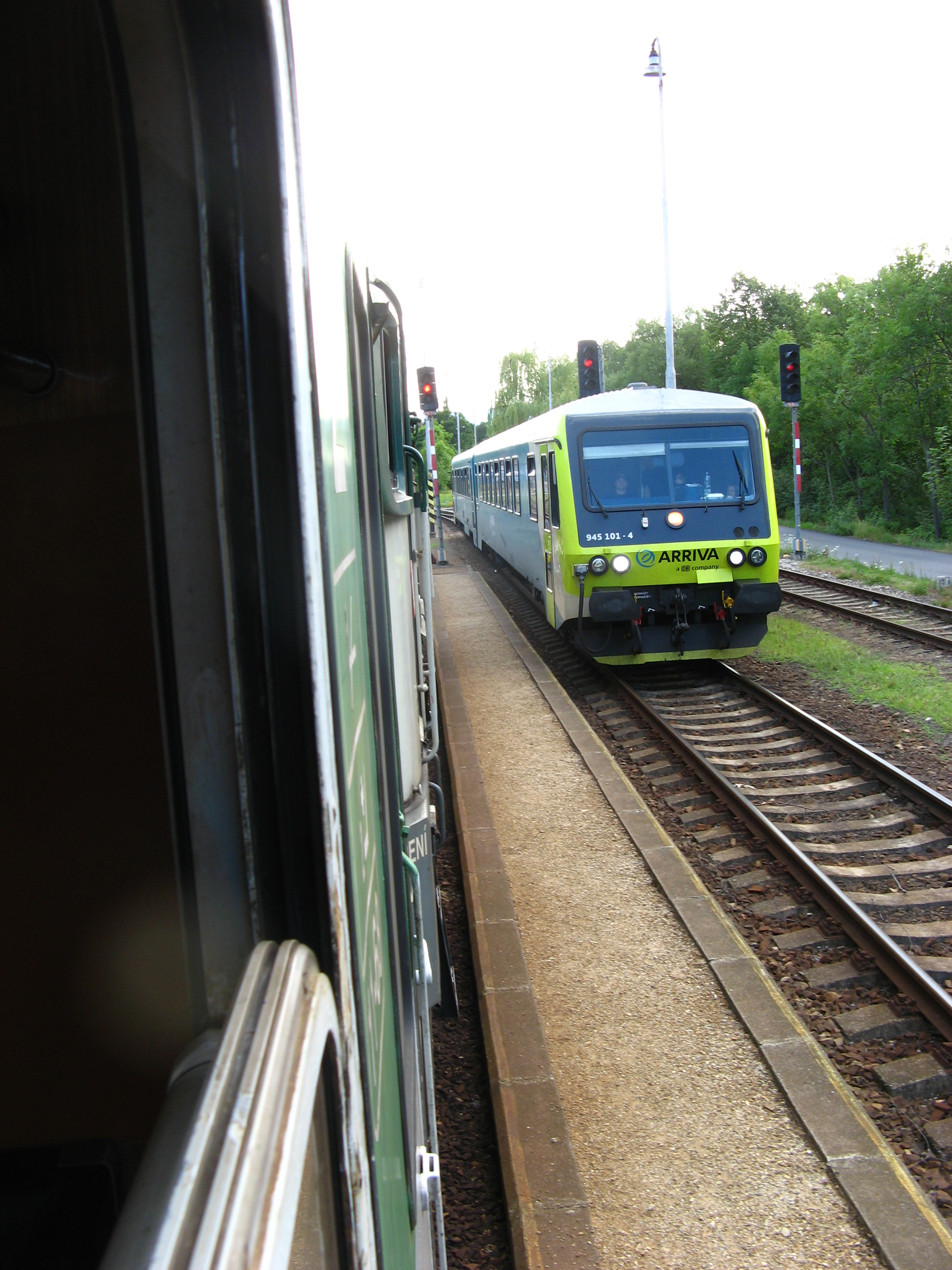
Motorová jednotka 845 společnosti Arriva vlaky v Boršově nad Vltavou na expresu do Prahy